# 浮世絵
浮世絵（）は、日本の江戸時代初期に成立した、絵画のジャンルのひとつ。

## 概要

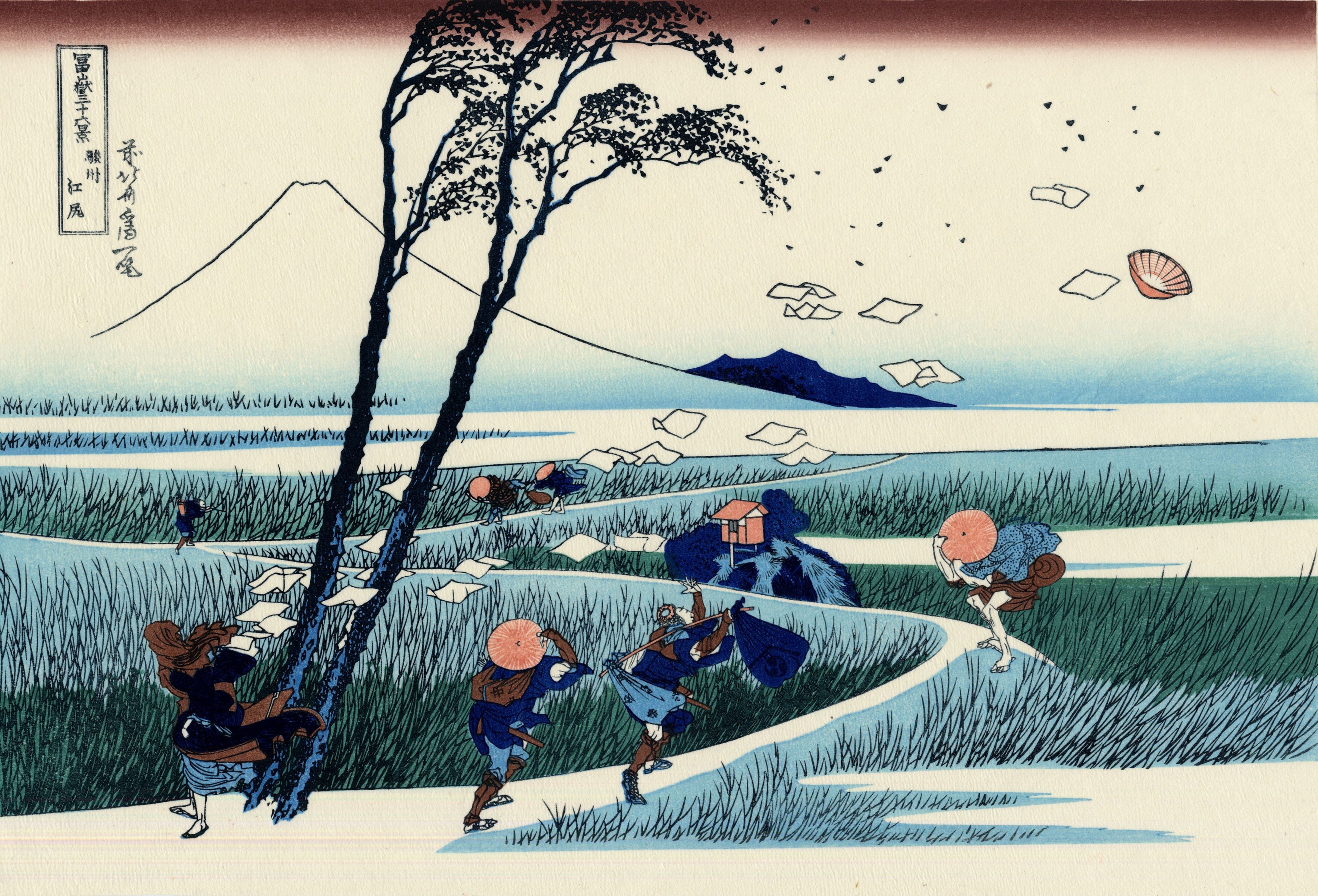
葛飾北斎『富嶽三十六景 駿州江尻』／1831-35年頃。東海道江尻宿傍の姥ヶ池手前を描く。

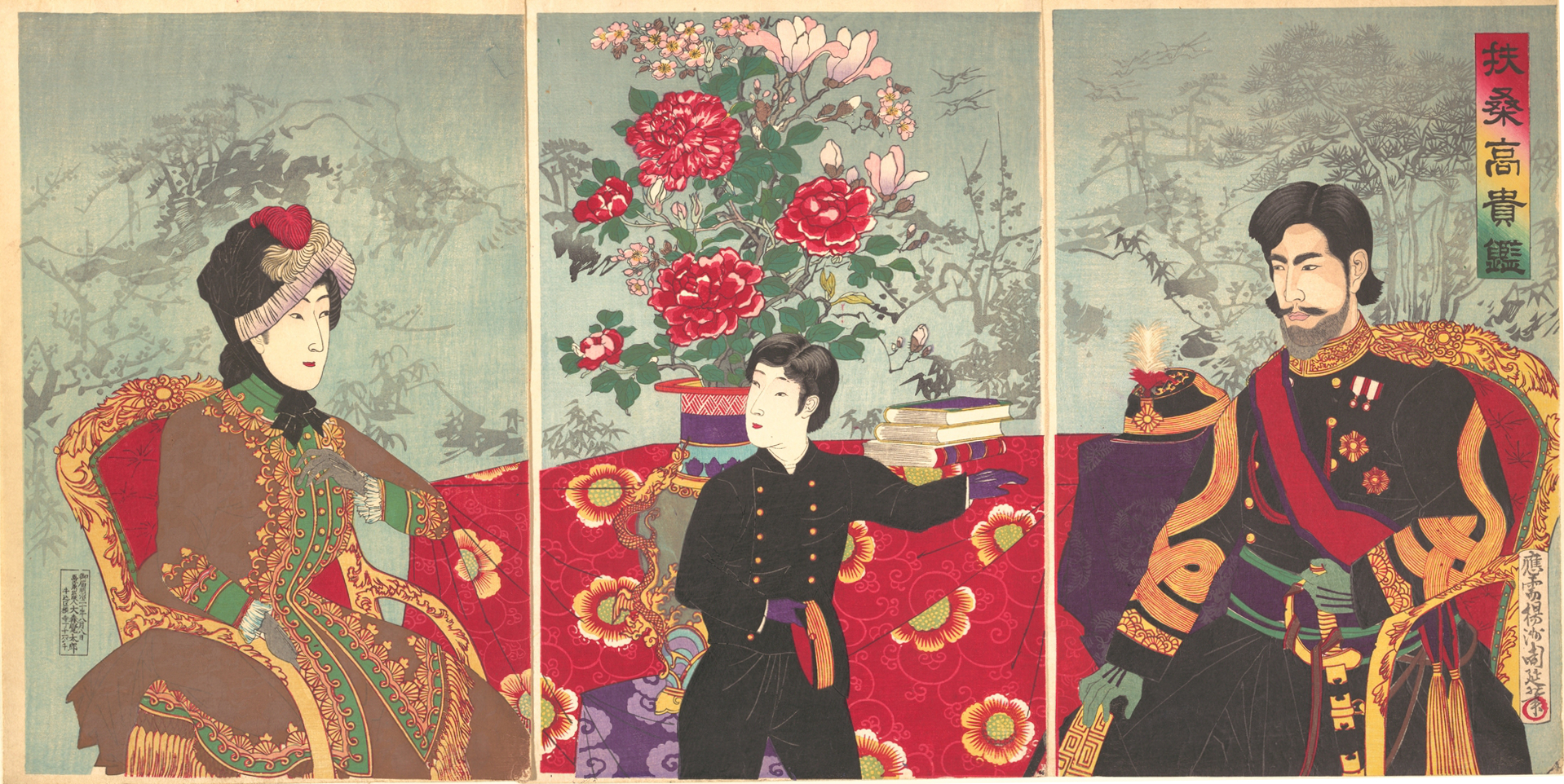
明治の浮世絵

芸術より娯楽に徹し、後に風景画や花鳥画が流行るも、販売することに特化して製作された。
江戸時代までの絵画は公家、大名などの庇護による土佐派や狩野派が主であった。その中で風俗画も描かれていたが承応年間頃（1654年）には衰退し、庶民階級による風俗画が描かれるようになった。
これは、土佐派や狩野派から転身した者や庶民階級から出現した絵師が浮世絵の源流を形作ることになったことによる。明暦の大火により江戸の町が焼き尽くされた後、町人の経済力は強くなり風俗画はその階級の気風の要求に応えるものに変化していった。岩佐又兵衛の工房による風俗画はそれまでの風俗画と浮世絵を繋ぐものであり、菱川師宣に至り風俗画を1枚の独立した絵画作品としたことで浮世絵の始祖と呼ばれている。
浮世絵の作品形態は、肉筆画（筆で直に描いたもの）と木版画（印刷物）に分かれ、後者は一枚摺と版本（書籍）に分かれるが、庶民に広まった背景として、大量生産とそれによる低価格化が可能な版画形式があげられる。商業資本たる版元の企画の下での、絵師（作画）、彫師（原版彫）、摺師（印刷）の分業体制が確立され、まとまった部数を摺ることによって、廉価で販売、版本の場合は貸し出すことが出来た。
題材は、大名や武家などの支配階級ではなく庶民町民階級からみた風俗が主であり多岐に及ぶ。初期には歌舞伎や遊郭などの享楽的歓楽的世界が対象となっており多くの役者絵や美人画が描かれていった。後に武者絵や風景画（名所絵）など数多くの題材に拡がっていった。同時に流行や報道的な社会性を帯びていることから、江戸幕府に対する体制批判や風俗の乱れを封じるために度々内容に規制をかける禁令が幕府より出される事態にもなった。
19世紀後半になるとパリ万国博覧会（1867年）に浮世絵も正式出品され反響を呼び、ジャポニスムのきっかけにもなり印象派の画家たちに影響を与えた。
20世紀以降では、変化・消失した名所、人々の生活や生業、文化などを伝える歴史資料としても活用されている。

## 語源
「浮世絵」の語の初出は、1681年（延宝9年）の俳書『それそれ草』での「浮世絵や　下に生いたる　思ひ草　夏入」である。
「浮世」とは、平安時代初期に見られる「苦しい」「辛い」を意味する「憂し」の連体系である「憂き」に名詞の「世」がついた「憂き世」が語源であり、一例として『伊勢物語』では「つらいことの多い世の中」という意味で用いられる。一方で、同時代の「古今和歌集」「後撰和歌集」「拾遺和歌集」の三代集では「世のうき時」「うき世の中」といった表現が多く未だ語句として定まっておらず、「うき世」が多用されるのは平安時代中期の「後拾遺和歌集」以降である。平安時代末期になると定めない無常の世という観念が付加され「浮き世」と表記されるようになるが、これには漢語「浮生」の影響もあったとされる。
中世末・江戸時代初頭になると、前代の厭世的思想の裏返しとして享楽的に生きるべき世の中と逆の意味で使われるようになる

。そこから「浮世絵」に代表されるように当代流行の風俗を指す「当世風」といった意味でも用いられるようになる。
『柳亭記』（1826・文政9年頃）において、「浮世といふに二つあり。一つは憂世の中、これは誰々も知る如く、歌にも詠て古き詞なり。一つの浮世は今様といふに通へり。浮世絵は今様絵なり。」と説明している。

## 歴史

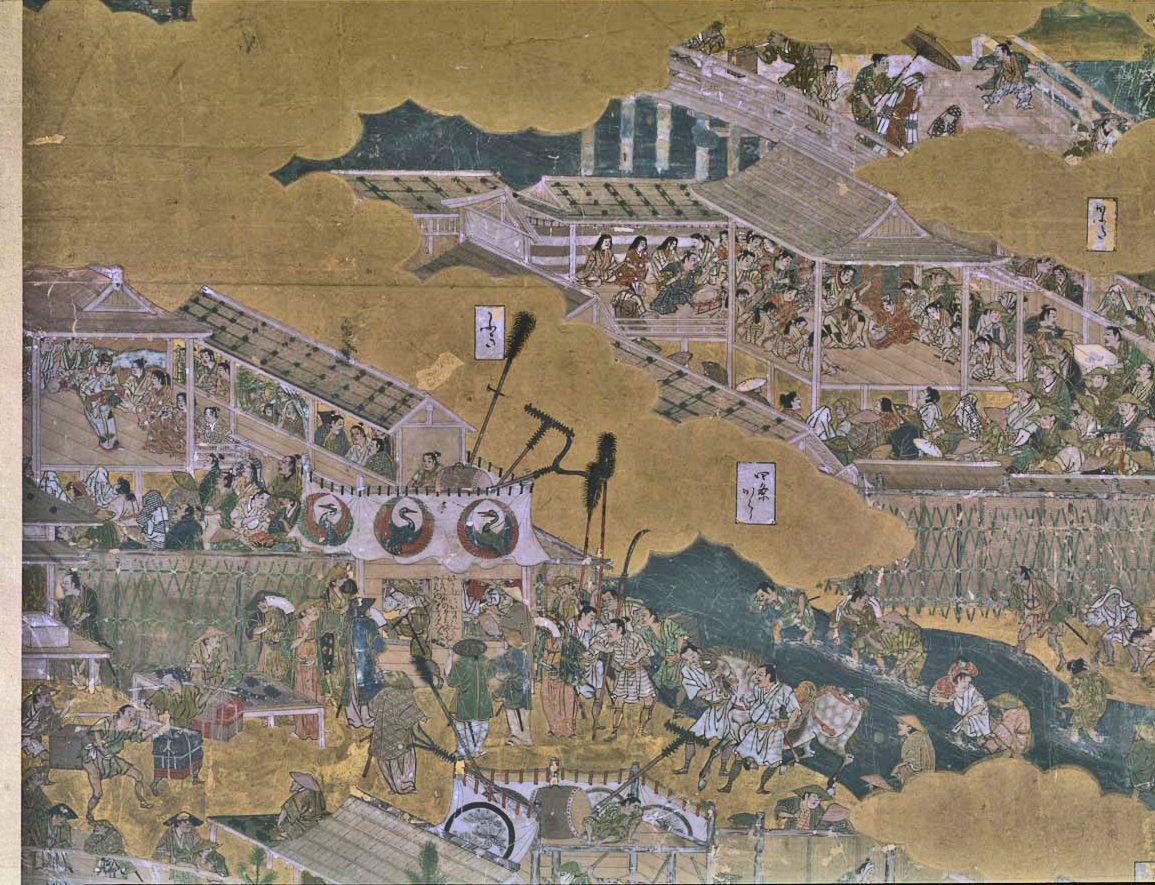
岩佐又兵衛『洛中洛外図屏風（舟木本）』右隻6扇より。1615年頃。国宝。歌舞伎踊りが見られる。

諏訪（2008）に従って、以下の4期に分けて説明する。
- 江戸前期 – 慶長・元和年間（1596年-1624年）から宝暦年間（1751年-1764年）、約150年
- 江戸中期 - 明和元年（1764年）から寛政年間（1789年-1801年）、約35年
- 江戸後期 - 享和年間（1801年-1804年）から慶応年間（1865年-1868年）、約70年
- 明治以降 - 明治元年（1868年）以降

### 江戸前期

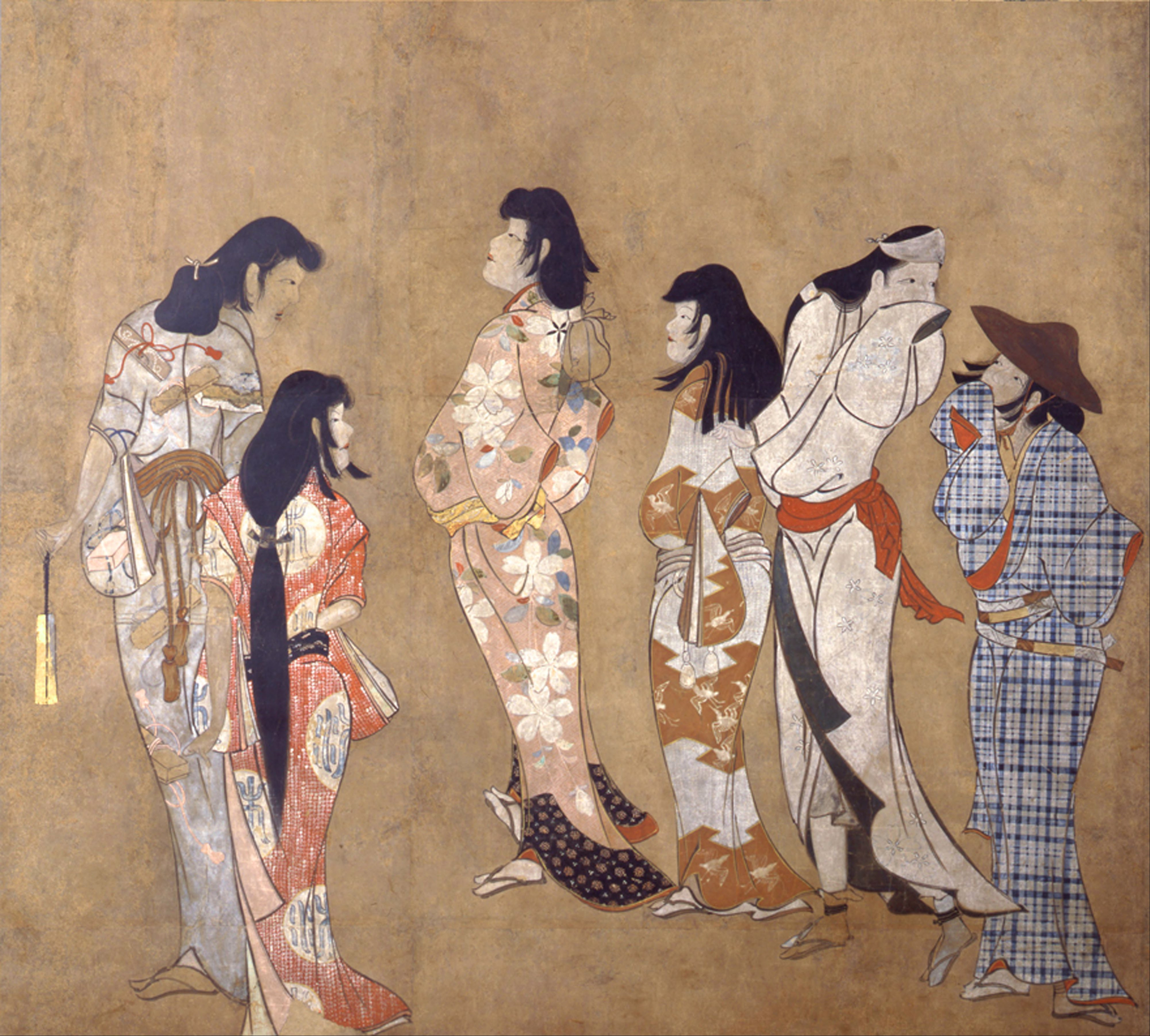
湯女図、MOA美術館蔵。重要文化財。

浮世絵の始まりは、遊里や芝居町の遊女や役者を描いたものとされる。最初期の浮世絵には、版画がなく、肉筆画のみであった。桃山期の「洛中洛外図屏風」と比べ、岩佐又兵衛の同屏風（通称「舟木本」。慶長19年-元和元年〈1614-15年〉）は、民衆の描写が目立つようになり、そこから寛永年間（1624-44年）頃に「彦根屏風」「松浦（まつら）屏風」（3点とも国宝）といった、当世人物風俗を全面に出す作品が生まれた。「湯女図」（MOA美術館蔵。重要文化財）での、左から三番目の桜花柄小袖の女に見る、体を「く」の字に折る姿勢は、後の菱川師宣や、懐月堂派らの見返り美人図の原型になったとの指摘がある。
美人画は、風俗画からの発展だけでなく、禅寺にあった明朝の楊貴妃像を日本女性にあてはめた説があるが、落款に「日本絵師」「大和絵師」と書したのが、菱川師宣である。安房国の縫箔（金銀箔を交えた刺繍）屋出身。「見返り美人」（東京国立博物館蔵）に代表される掛物（掛け軸）のほかに、巻子（かんす。まきもの。）、浮世草子、枕絵などの版本と、多彩な活動をした。師宣の登場は、17世紀後半に、江戸の文化が、上方のそれに肩を並べる契機となる。版本は、最初は墨一色だが、後期作品として、墨摺本に筆で彩色する「丹絵」が表れ、一枚摺りも登場する。
師宣没後、奥村政信は、赤色染料を筆彩した紅絵や、墨に膠を多く混ぜ、光沢を出す漆絵、柱絵に浮絵も創始し、2・3色摺りを可能にした紅摺絵や、拓本を応用した、白黒反転の石摺絵の創始にもかかわった。そして、絵師だけでなく、版元「奥村や」を運営し、自由な作画と販売経路を得た。また、自身の作品を取り扱うだけでなく、他の版元と商品を卸しあい、商機を広めた。活動期間も半世紀に渡った。
歌舞伎は江戸初期に生まれ、幕府の禁令もあり、成人男性のみが演ずる形になった。歌舞伎の役者絵に特化したのが鳥居派である。「瓢箪足蚯蚓描（ひょうたんあし　みみずがき）」と呼ばれる、瓢箪のようなくびれた足に、蚯蚓が這いまわったような強い墨線を生かした描写、「大々判」という大きな判型（約55×33センチ）で知られた。鳥居派は現在も継承されており、歌舞伎座の看板を手がけている（鳥居清光）。
懐月堂安度ら懐月堂派は、工房で肉筆の美人画を量産した。庶民を購入層とし、安価な泥絵具を用いた。
1720年（享保5年）に8代将軍徳川吉宗が禁書令を緩和し、キリスト教に関係のない蘭書の輸入を認めたことで、遠近法を用いて描かれた銅版画等を見る機会が生まれた。遠近法は、奥村らによる浮絵を生むこととなる。

### 江戸中期

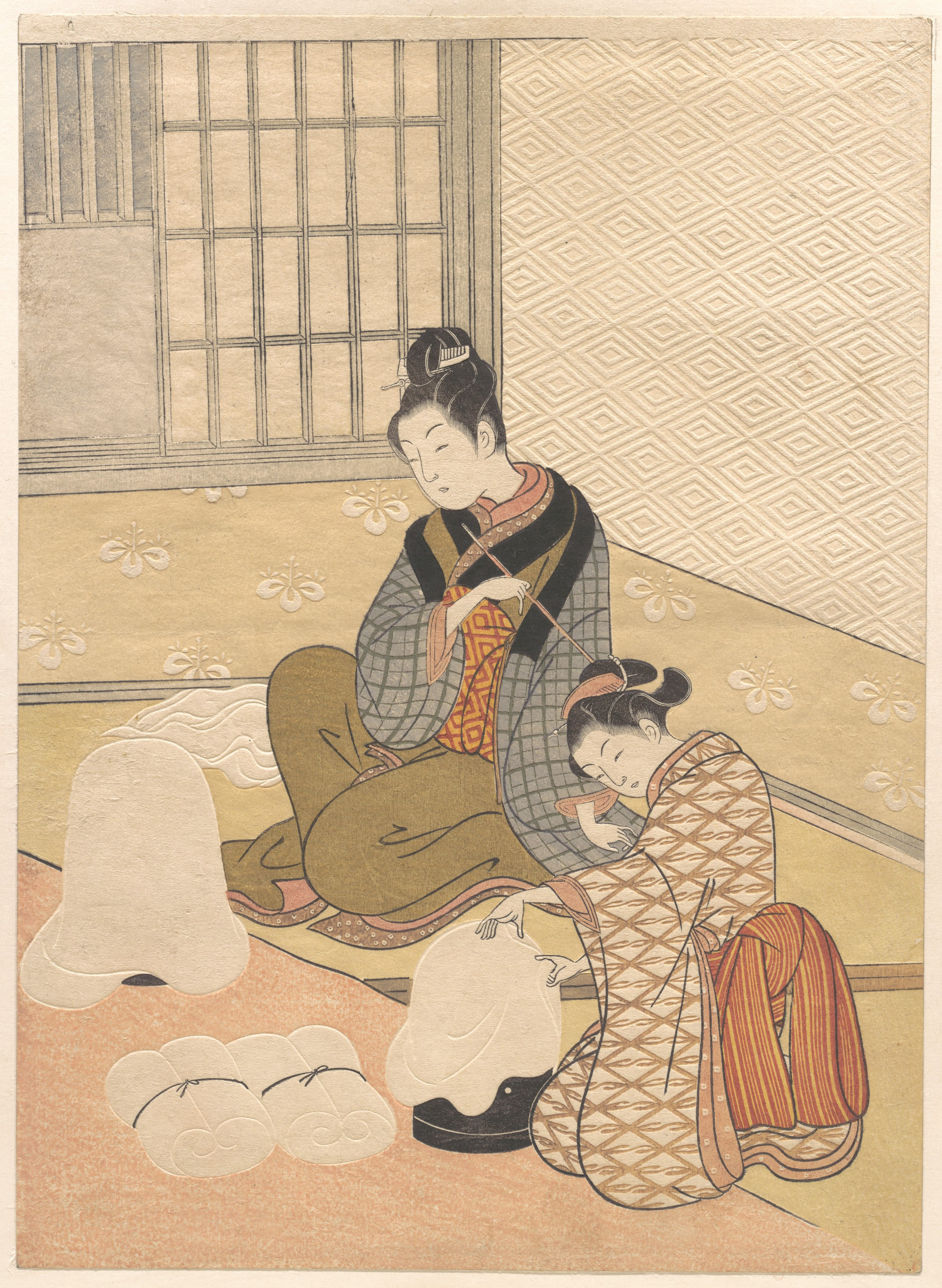
鈴木春信「坐敷八景　塗桶の暮雪」、1766年。

明和元年（1764年）、旗本など趣味人の間で絵暦交換会が流行した。彼らの需要に応えたのが鈴木春信である。彼らの金に糸目をつけない姿勢が、多色（7・8色）摺り版画を生みだすこととなった。錦のような美しい色合いから「錦絵」（東・吾妻錦絵）と呼ばれる。上述の奥村政信らが、重ね摺りの際、ずれを防止する目印、「見当」を考案したことと、高価で丈夫な越前奉書紙が用いられたことが、錦絵を生み出す要因となった 。錦絵は明和以降、「江戸錦絵」と呼ばれ、江戸の特産品として発展した。
春信の錦絵は、絵暦以外でも、和歌や狂歌 、『源氏物語』『伊勢物語』『平家物語』などの物語文学を、当世風俗画に当てはめて描く「見立絵」が多く、教養人でないと、春信の意図が理解できなかった。高価格の摺物であり、ユニセックスな人物描写も含め、庶民を購入対象としていなかった。
墨の代わりに露草等の染料を用いた「水絵」（みずえ）が、明和年間初頭に流行り、春信らの作品が残るが、現存する作品は、大部分が褪色してしまっている。
勝川春章は安永年間（1772-81年）に細判錦絵にて、どの役者か見分けられる描写をし、役者名が記されていなければ特定不能な、鳥居派のそれを圧倒した。同様の手法で、相撲絵市場も席巻した。天明年間（1781-89年）には、肉筆美人画に軸足を移し、武家が購入するほど、高額でも好評であった。弟子の春好 は、役者大首絵を初めて制作した。

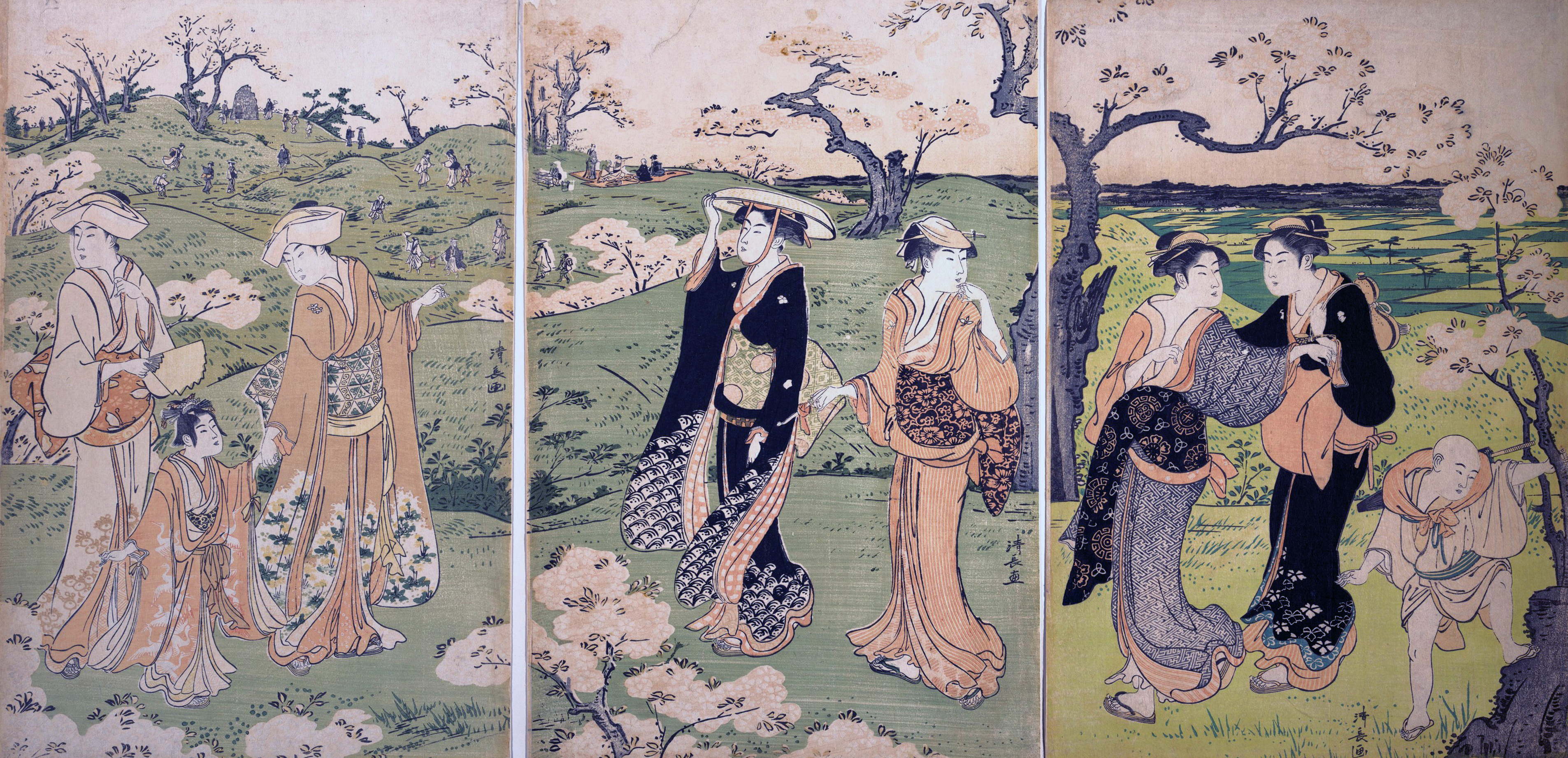
鳥居清長「飛鳥山の花見」、1780年代後半。

鳥居清長は書肆（しょし。書店のこと。）出身で、屋号の「白子屋」をそのまま号とした。天明年間（1781-1789年）に、長身美人群像を大判横2・3枚続きで表現した。前景の群像と後景の名所図は、違和感なく繋がり、遠近法の理解が、前世代の奥村らより進んだことが分かる。鳥居派として、役者絵も描いたが、上述の組み合わせを応用し、役者の後ろに出語り（三味線と太夫）を入れ込む工夫をした。春画『袖の巻』は、12.5×67センチという、小絵のように極端な横長サイズに、愛する男女をトリミングして入れ込んだ、斬新な構図である 。

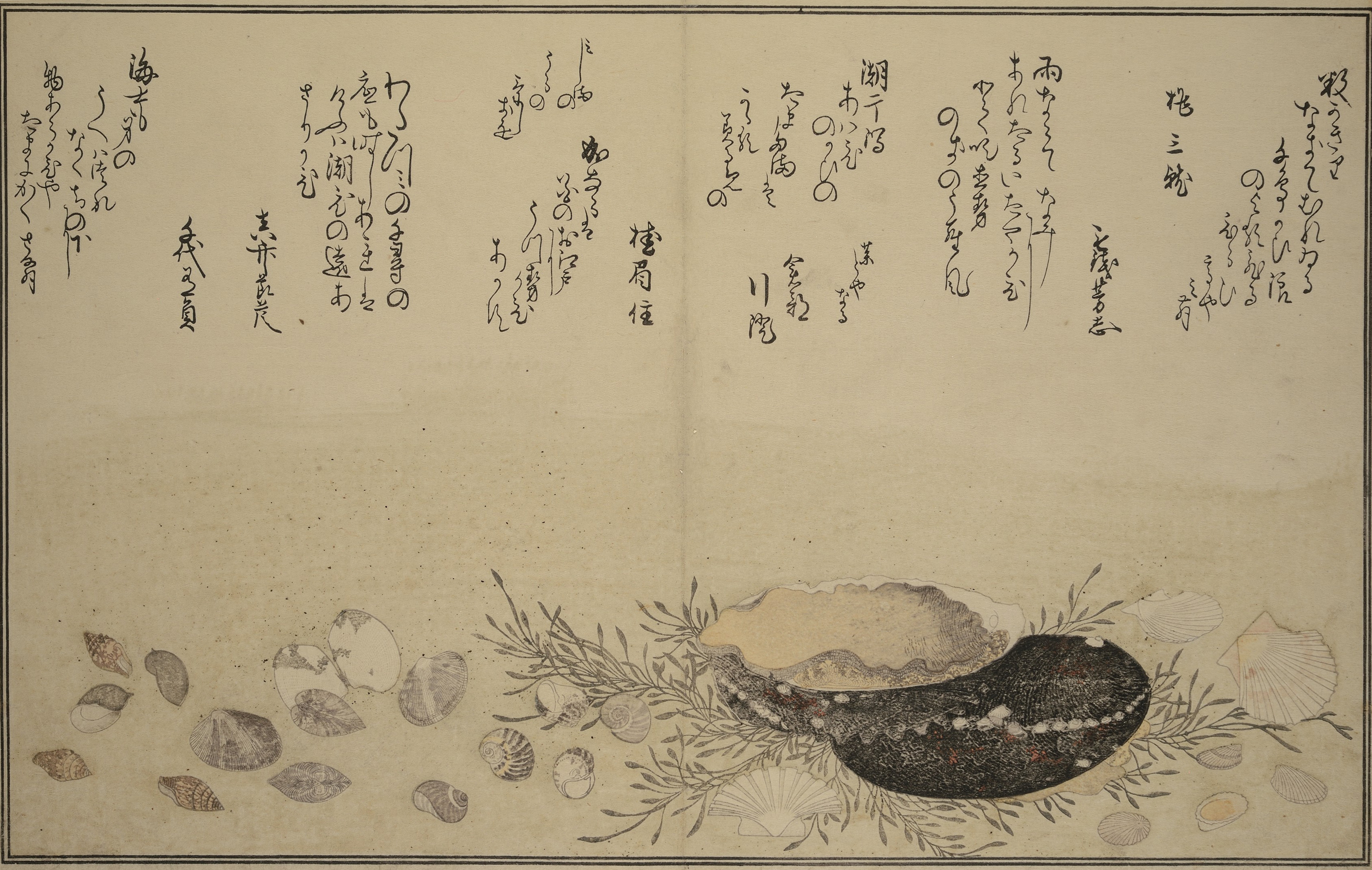
喜多川歌麿、絵入狂歌本『潮干のつと』、1789年頃

喜多川歌麿が名声を得るのは、版元蔦屋重三郎と組み、1791年（寛政3年）頃に、美人大首絵を版行してからである。 雲母摺りの「婦人相学拾躰」、市井の美人の名前を出せないお触れが出たので、絵で当て字にした「高名美人六家撰」、顔の輪郭線を無くした「無線摺」、花魁から最下層の遊女まで描く等、さまざまな試みを蔦重の下で行った。また絵入狂歌本『画本虫撰』『潮干のつと』等では、贅を尽くした料紙、彫摺技術がつぎ込まれた 。1804年（文化元年）、『絵本
太閤記』が大坂で摘発され、手鎖50日の刑を受け、その2年後に没した。

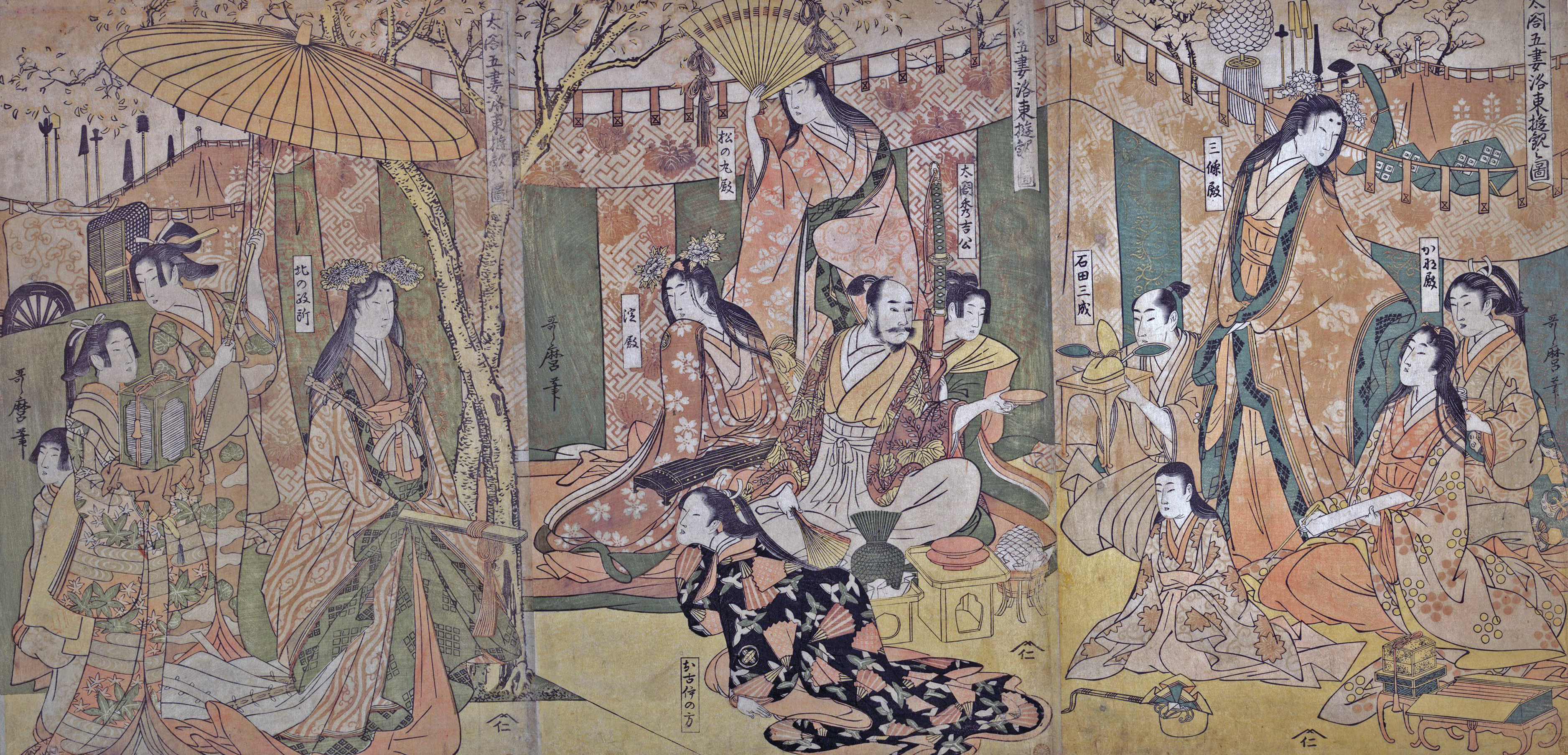
歌麿「太閤秀吉と側室たちの花見」、1804年。この作品で彼は手鎖刑を受ける。

寛政2年（1790年）、「寛政の改革」の一環として、改印（あらためいん）制度ができた。以降も松平定信が老中を辞す寛政5年（1793年）まで、浮世絵への取り締まりが度々行われた。上述の歌麿が受けた、「市井の美人の名前を出せないお触れ」もその一つである。改印制度自体は、明治5年（1872年）まで続く。
寛政7年（1795年）5月、蔦屋重三郎が、東洲斎写楽による大首役者絵28点を一挙に版行する。無名の絵師に、大部でかつ高価な黒雲母摺大判を任せるのは異例である。版元の判断だけでなく、何らかのスポンサーがいたのではと考えられる。また当時、歌舞伎座が不況にあえいでおり、鳥居派もそのあおりを食らっていた。その間隙を縫ったのが蔦重である 。それまでの役者絵は、贔屓客に買ってもらう為、役者を美化して描いたが、写楽は、悪役の醜さや、女形の老いを描いた。28点の当時の評価については、記録が無いが、その後の作品からは、写実描写が影を潜め、定紋や屋号の誤りも見られるようになり、大田南畝ほか『浮世絵類考』（享和2年・1802年）に記されるように「あまりに真を画かんとてあらぬさまに書なせしかば長く世に行はれず。一両年にして止む」こととなった。活動期間は10か月以下だった。
対して、歌川豊国は、典型的な美化した役者絵や、曲亭馬琴・山東京伝らの読本挿絵を描いて、商業的成功を得る。『絵本太閤記』で歌麿と共に摘発されたが、歌麿没後は、美人画でも彼の隙間を埋めることとなる。多くの弟子を得、浮世絵最大流派となる歌川派の基礎を築く。

### 江戸後期

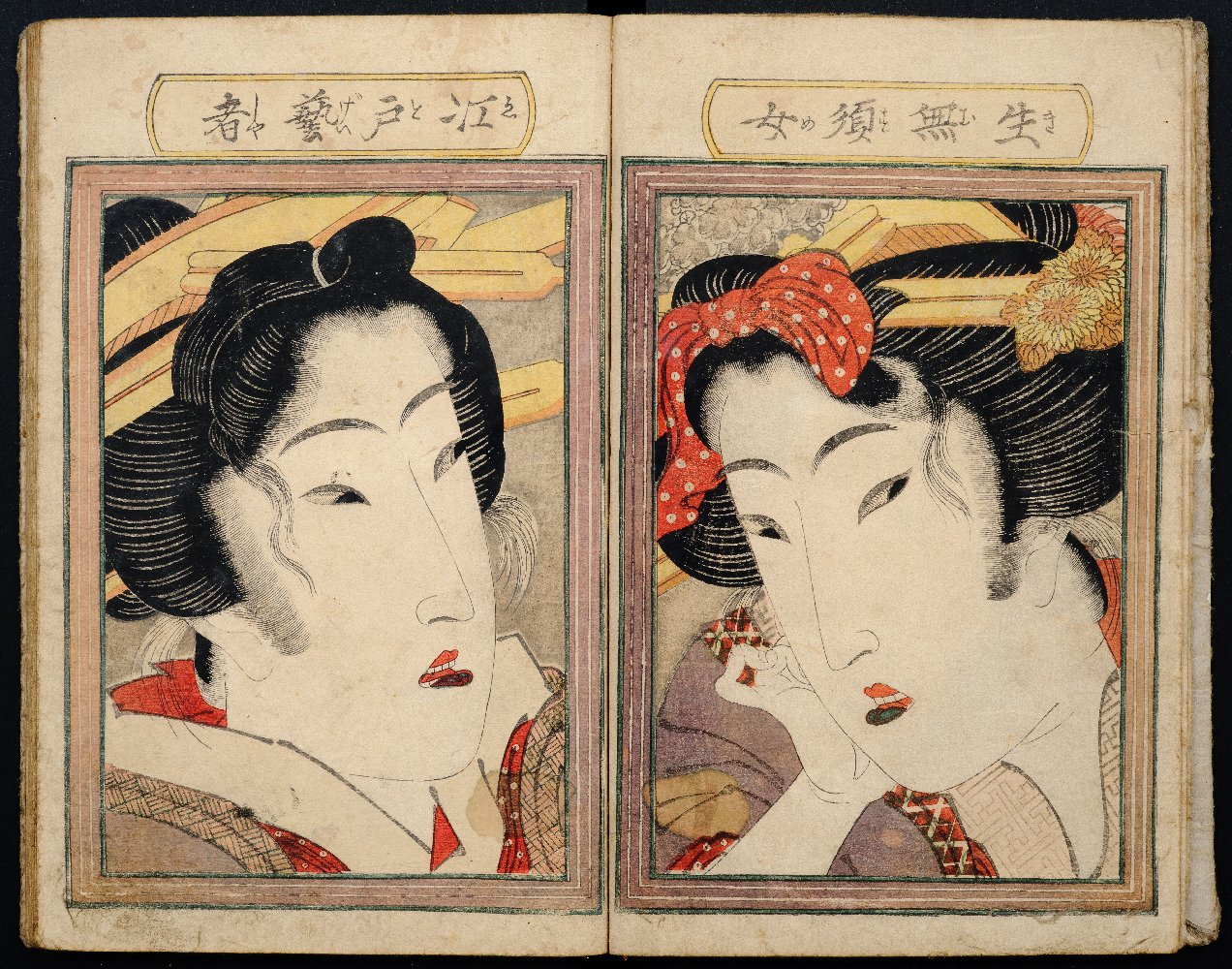
渓斎英泉『艶本春情富士乃雪　上巻』、1824年。

渓斎英泉は遊女屋や白粉屋の経営をしていた経験があり、それが美人画に活かされたのか、「婀娜あだ 」と呼ばれる、「鼻筋が通った面長で、つり目で受け口の歪曲された顔貌表現 」といった、その時代特有の美を示した。
英泉と同時代の祇園井特は、京で廃頽的な美人肉筆画を描いた。文化・文政期（1804－30年）には、下唇が緑色に見える笹紅が流行する。

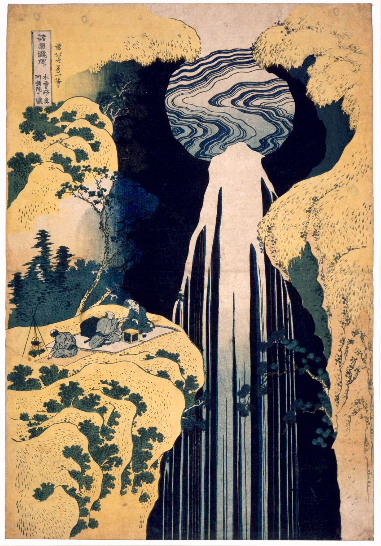
葛飾北斎「諸國瀧廻り　木曽路ノ奥阿弥陀ヶ瀧」1833年頃。

葛飾北斎は、勝川春章の下で役者絵を描き、その後、俵屋宗理（そうり）を名乗り、独自の肉筆美人画様式を得、そして北斎を名乗る。銅版画を真似た名所絵木版実験作を発刊、曲亭馬琴の読本『椿説弓張月』で挿絵を担当し、馬琴との共著が続くこととなり、絵師としての名声を得る。その後『北斎漫画』もヒットし、版元西村屋与八と組んだ『富嶽三十六景』で輸入染料ベロ藍を用い、藍一色摺りや拭きぼかしを駆使し、斬新な構図も含め、広く世間に受け入れられる。その後西村屋と『諸国瀧廻り』『諸国名橋奇覧』や、版本『富嶽百景』も版行し、名所絵という新ジャンルを確立した。90歳で亡くなるまで絵師であり続けた。娘応為 は、晩年の父の作画を手伝ったとされ、自身も明暗を強調した肉筆画を残した 。
歌川広重は、『東都名所』（文政13-天保2年・1830年-31年）以降、ベロ藍を用いるが、北斎に比べ、抑えた色使いであった。天保5年（1834年）頃、版元保永堂から『東海道五十三次』全55枚揃えを版行する。残存枚数及び版木の消耗具合から、相当売れたことが推察できる。また、全揃いを画帖に仕立てたものもあり、武家や豪商の購入が考えられる。『富嶽三十六景』と版行時期が近く、版元と広重が、北斎を意識していたと考えられる。安政3-5年（1856年-58年）に、版元魚屋（さかなや・ととや ）栄吉の下、目録を含め120枚揃い（うち1枚は二代広重筆）の『名所江戸百景』が版行される。

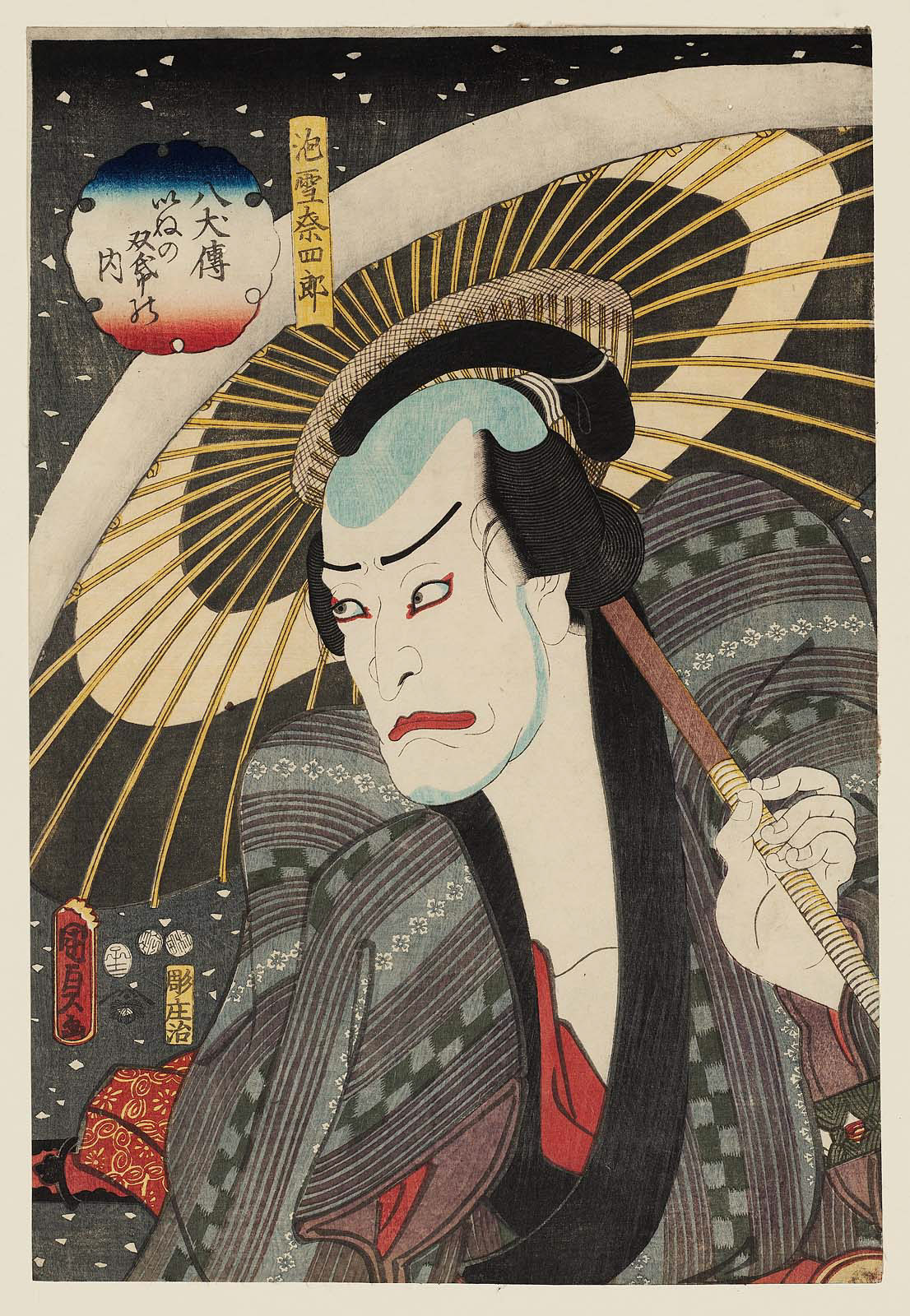
歌川国貞「淡雪奈四郎としての中村鶴蔵」、1852年。

本シリーズでは、ベロ藍に加え、洋紅も用いられるが、『東都名所』同様、色使いは抑制される。また広角レンズで覗いたような、前景を極端に大きく画く「近接拡大法」を、多くの作品で採用している。全て縦長であることも、これまでの名所絵には無いもので、『東海道五十三次』同様、画帖仕立の為と考えられる。   
歌川国貞は豊国門下で名を上げ、三代豊国を襲名する。柳亭種彦と組み、『偐紫田舎源氏』等の合巻の挿絵で成功を得る。役者絵や美人画でも人気を得、最晩年、版元恵比寿屋庄七での、役者大首絵シリーズ全60図は、生え際の彫りや空摺り・布目摺り、高価な顔料を用いる等、手間暇がかけられており、一枚百数十文から二百文で売られたようだ。市場の成熟ぶりが見られるが、このシリーズでは、出資者に関する史料が残っている。浮世絵師として、最も多くの作品を残したといわれる。

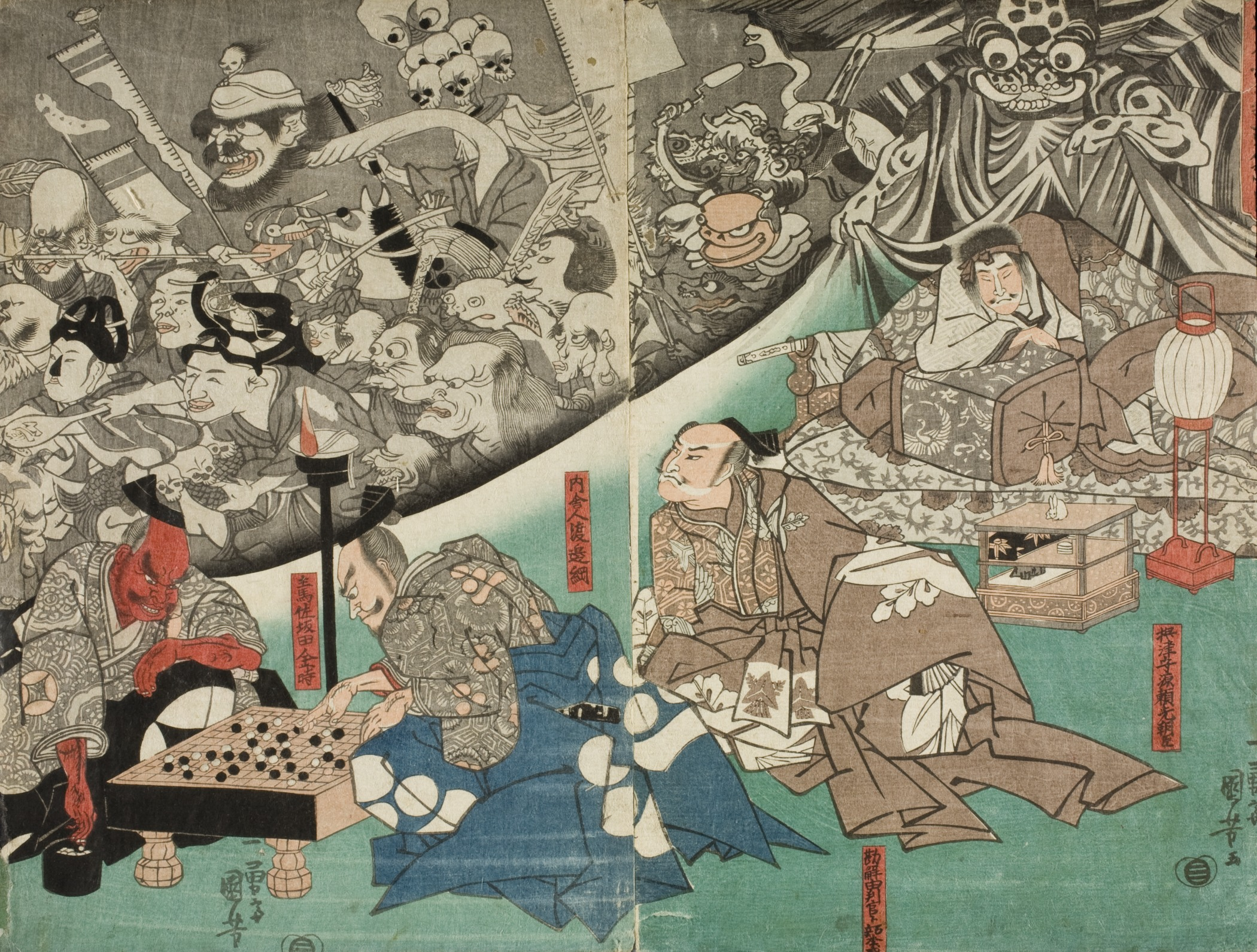
歌川国芳「源頼光公館土蜘作妖怪図(部分)」、1843年。

元 ・明期に成立し、日本でも読本に取り入れられて人気を得た「水滸伝」は、当然のごとく、浮世絵でも取り扱われる。歌川国芳は、版元加賀屋吉右衛門での『通俗水滸伝豪傑百八人』シリーズで人気を得る。2・3枚続きもあり、国貞の役者絵同様、高価だったと思われる。天保14年（1843年）の「源頼光公館土蜘作妖怪図（みなもとの　よりみつこうの　やかたに　つちぐも　ようかいを　なすの　ず）」は『太平記』に記される平安時代中期の逸話だが、版行後、「 天保の改革」での贅沢禁止を揶揄し、12代将軍家慶 と 老中 水野忠邦を描き込んだと噂が立ち、加賀屋は摺物を回収、版木を削り落としたが、海賊版が横行した。
なお、江戸時代は、大坂冬の陣・夏の陣 や、島原の乱を除けば、泰平の世であり、かつ織豊期以降の時代風刺は禁じられていた
ので、それ以前の史実を、当世の暗喩として表現する方法を取った。暗喩の有無を問わず、これらの作品を「武者絵」と呼ぶ 。
国芳は役者絵以外に、「戯画」も多く作画し、「金魚づくし」シリーズ等、動物を擬人化したり、「みかけハこハゐがとんだいゝ人だ」のように、複数の裸の男を組み合わせ、顔を表現したり、天保の改革で役者絵が禁止されたので、「荷宝蔵壁のむだ書」のように、壁のひっかき傷で役者をひそかに表現したりした。改革に抵抗し、笑い飛ばす姿勢が窺える。

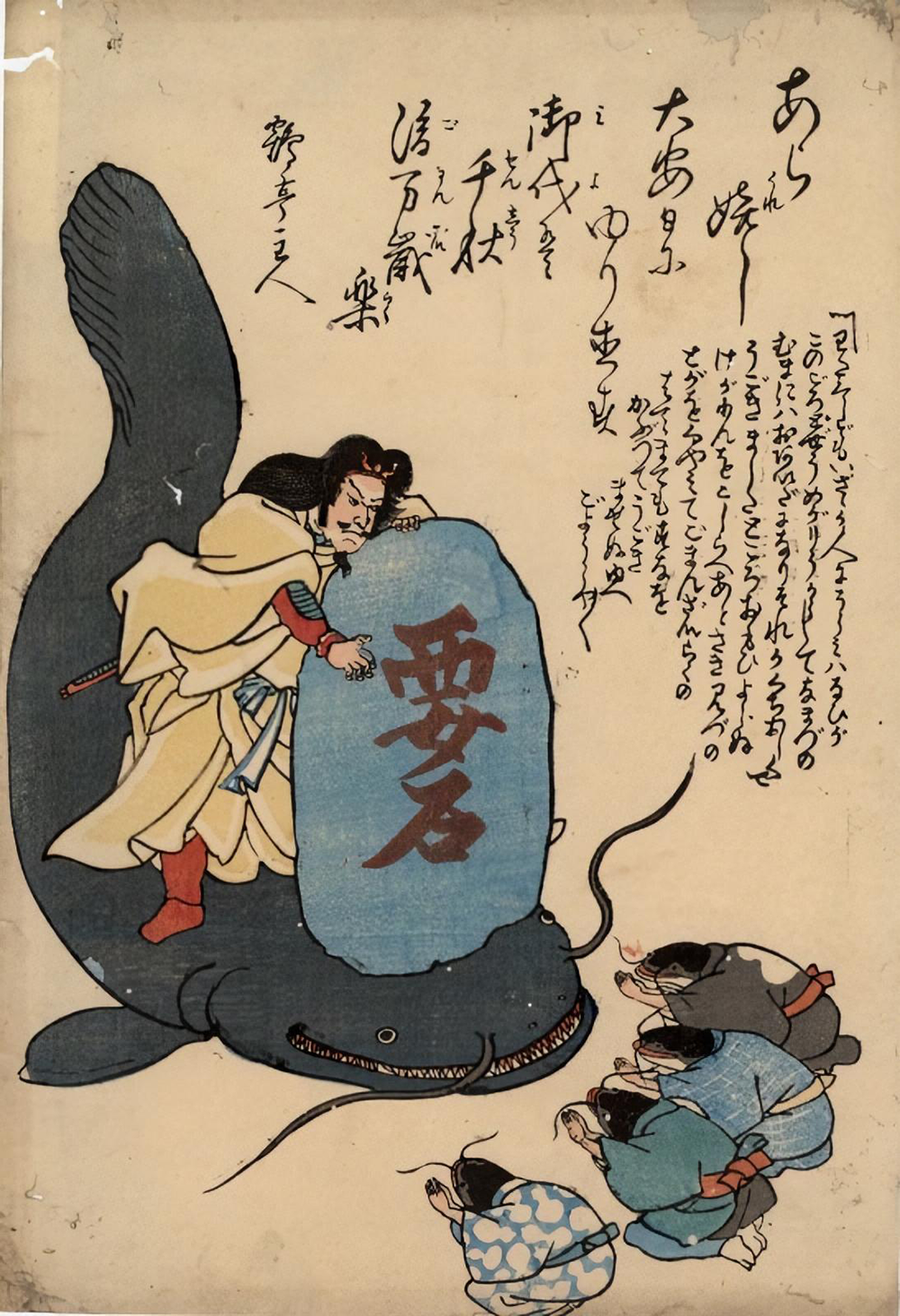
鯰絵。鹿嶋明神が地震を起こす鯰を要石で押さえつけている。

安政2年（1855年）10月、江戸で大地震が発生し、その直後、「鯰絵」が多くの版元から版行された。ナマズが地震を起こすという言い伝えは、江戸時代中期からあった。ナマズは日本列島を下から支え、その頭部が鹿島神宮にあたり、神宮境内に鎮座する「要石（かなめいし）」でナマズを押さえていたと考えられたが、地震当日は神無月だった為、鹿島明神が出雲大社 での神々の会議で出払っていたせいで、地震を抑えられなかったと江戸の人々は考えた。
その為、鹿島明神がナマズを要石で押さえつける鯰絵が緊急版行された。それ以外にも多くの図柄があり、ナマズが町人に地震を起こしたことを謝ったり、家屋の普請を手伝ったりする絵もある。緊急版行なので、改印および版元・絵師印は皆無だが、画風から歌川派作品が多いと推測される。前向きに生きていこうとする町人の勢いが垣間見える。

横浜絵。歌川貞秀「横濱交易西洋人荷物運送之圖」

嘉永7年（1854年）3月、 日米和親条約により、200年以上に渡る「鎖国」は終焉した。安政5年（1858年）には 日米修好通商条約及びオランダ・ ロシア・フランス・イギリスと、同等の条約が結ばれ、和親条約で定められた 下田・ 函館2港に加え、4港開港とそこでの居住が許された。その内、江戸から最も近い横浜は、翌安政6年（1859年）に開放され、江戸・神奈川の人々は、これまでに見たこともない、外国人の顔貌や服装、建造物に興味を引かれた。その結果生まれたのが「横浜絵」である。1860年（安政7・万延元年）から1872年（明治5年）にかけて、大部分が江戸の版元から版行された。絵師は 歌川芳虎 ・ 芳員ら、国芳門下が多い。また、五姓田芳柳らによる、居留者の似顔を、絹地に在来顔料で陰影を付けて描き、それに和装姿をモンタージュした「絹こすり絵」（絹本肉筆画）も、横浜絵に含まれる 。
慶応2-3年（1866年-67年）に、国芳の門人である月岡芳年と、芳年の弟子である落合芳幾による「英名二十八衆句」が版行された。これらの28点は、鶴屋南北作『東海道四谷怪談』の歌舞伎ものや、史実から取られ、全点が殺戮を描く「血みどろ絵」である。同時期に、土佐国の町絵師絵金が、芝居の題材を元に、「血みどろ絵」二双屏風（二つ折りの屏風）を残した。これらの作品が生まれたのは、その時代、実際に切り捨てられた屍骸を見たためではと指摘される。

### 明治以降

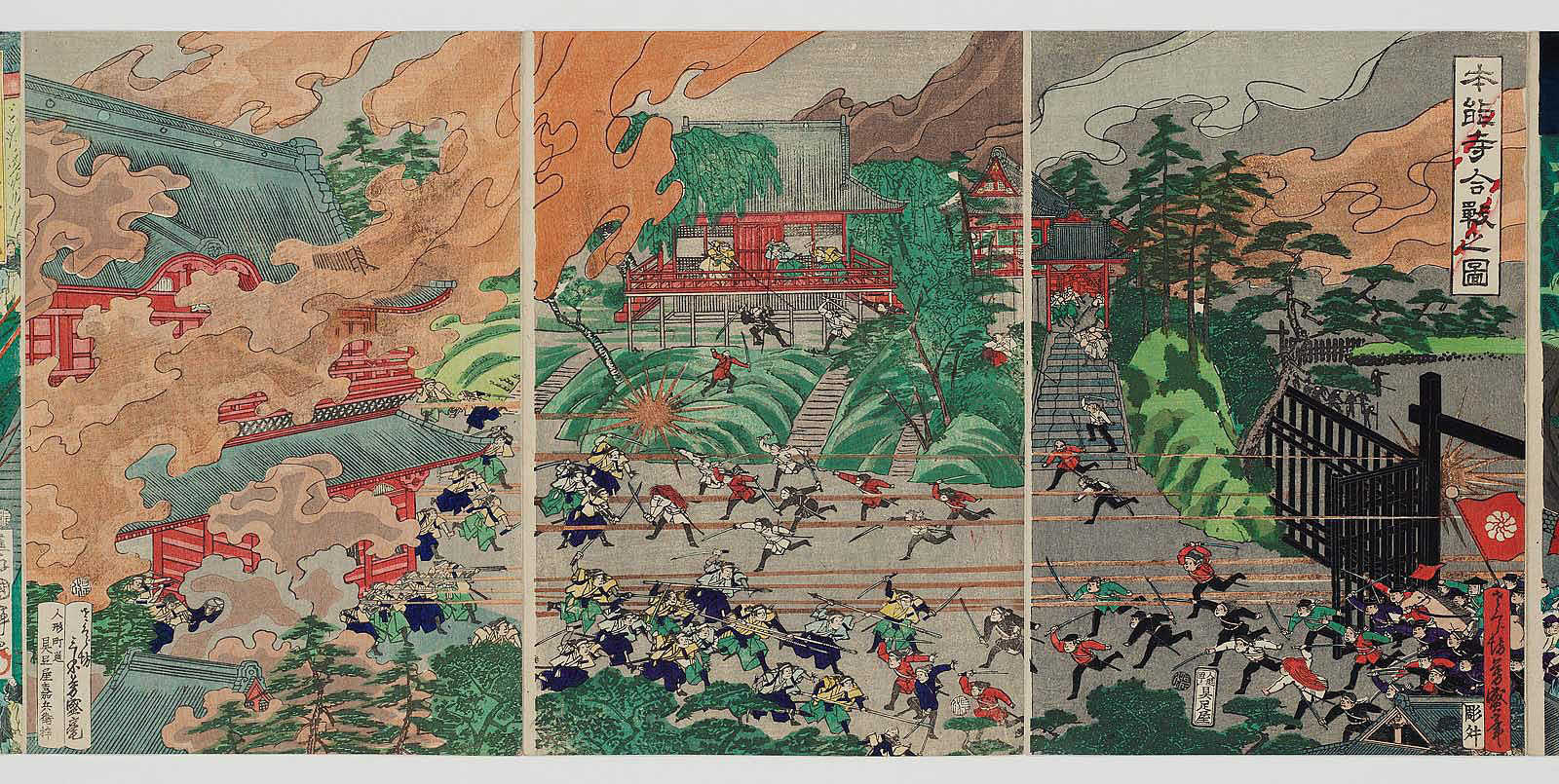
戦争絵。歌川芳盛筆。1869年。「本能寺合戦之図」と題するが、実際は戊辰戦争・上野山の戦い

慶応3年（1867年）、徳川慶喜の大政奉還により、徳川幕府260年余の歴史は終わる。その後、反幕府側の薩摩藩が、慶喜に圧力を掛けたため、翌慶応4年（1868年）に、鳥羽・伏見の戦い、後の戊辰戦争 に至る。それらを版行したのが「戦争画」であり、江戸期の「武者絵」とは区別する。特に江戸が戦場となった、上野山での、彰義隊と新政府軍との戦いが多く版行された。旧幕府側には、旧来の「改め」をする力は無く、新政府側にとっては、自派の宣伝になるのだから、版行を黙認した。それ以降も、佐賀の乱、台湾出兵（ともに明治7年・1874年）、西南戦争（明治10年・1877年）、日清戦争（明治27年-28年・1894年-95年）、日露戦争（明治37年-38年・1904年-05年）が版行された。

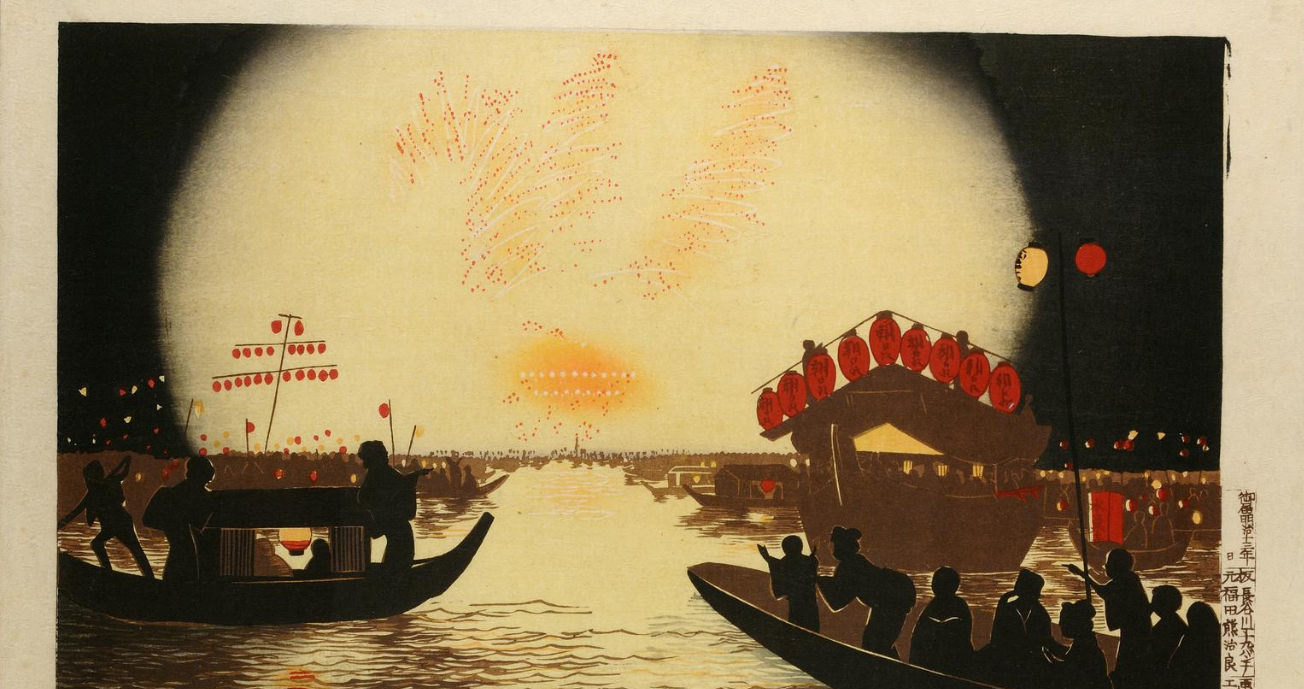
小林清親「東京名所図・両国花火之図」、1880年。

1868年（慶応4年）7月、江戸は「東京」に改められ、9月に明治に改元、翌明治2年（1869年）2月に天皇が旧江戸城に入り、名実ともに日本の首都となる。明治5年（1872年）には、新橋-横浜間に鉄道が開通し、日本橋周辺に、木造に石材を併用し、2階建て以上、バルコニー付きの「擬洋風建築」が建てられてゆく。それに人力車・馬車やガス燈など、東京の変遷ぶりを描いたのが「開化絵」である。三代広重や、国輝らの歌川派が代表例で、「洋紅」を多用した、どぎつい色調のものが多い。

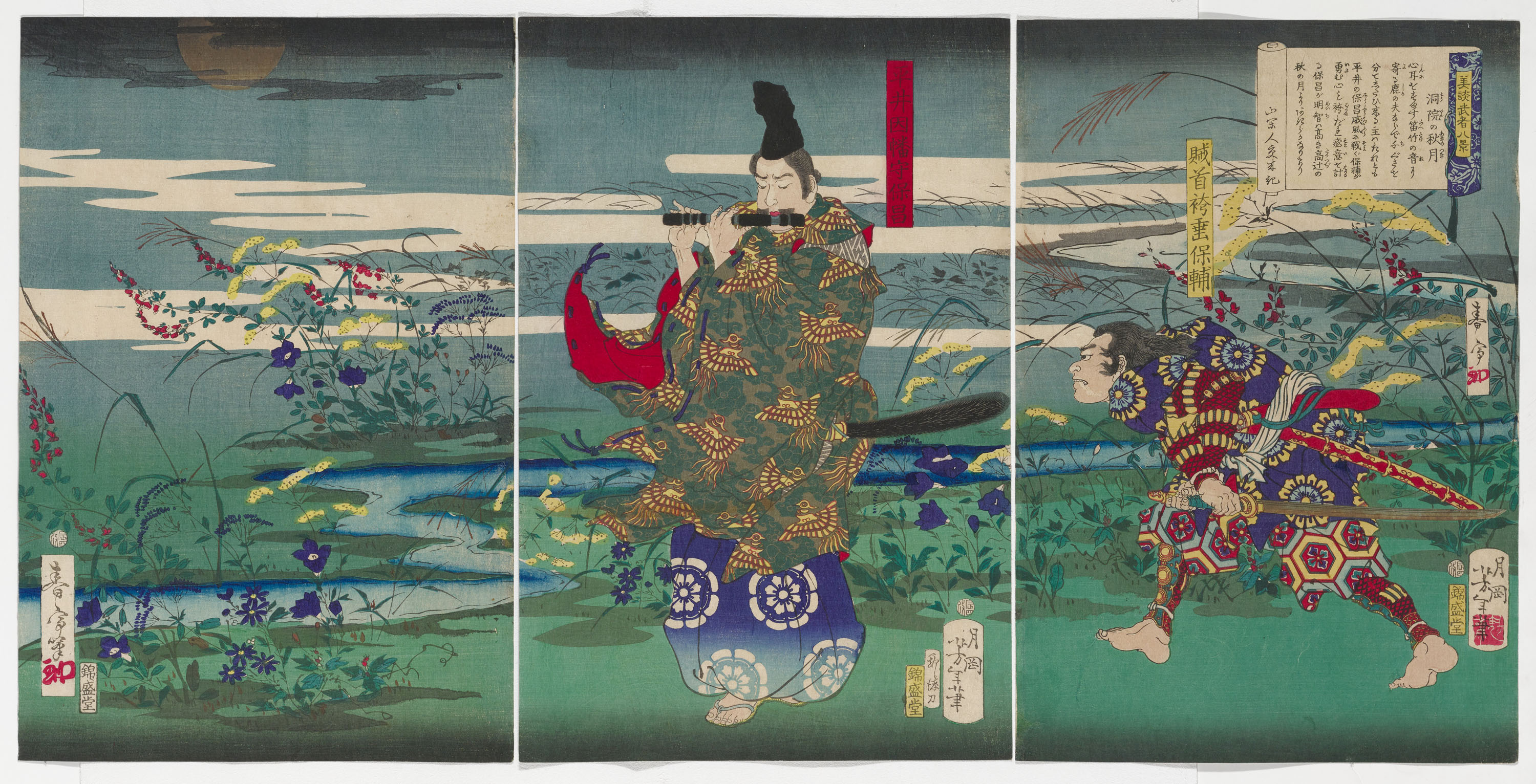
月岡芳年・春亭「美談武者八景　洞院の秋月」。

小林清親は、下級武士として、将軍家茂・慶喜に従い、鳥羽・伏見の戦いに加わり、旧幕府敗北後、謹慎する慶喜に従い、静岡へ。明治7年（1874年）、東京に戻り、絵師として立つ。光を意識した東京名所図を描き、「光線画」と呼ばれる。都市を描く点では「開化絵」の要素もあるが、絵師ごとの個性が乏しいそれとは、物の見方や色使いが異なる。

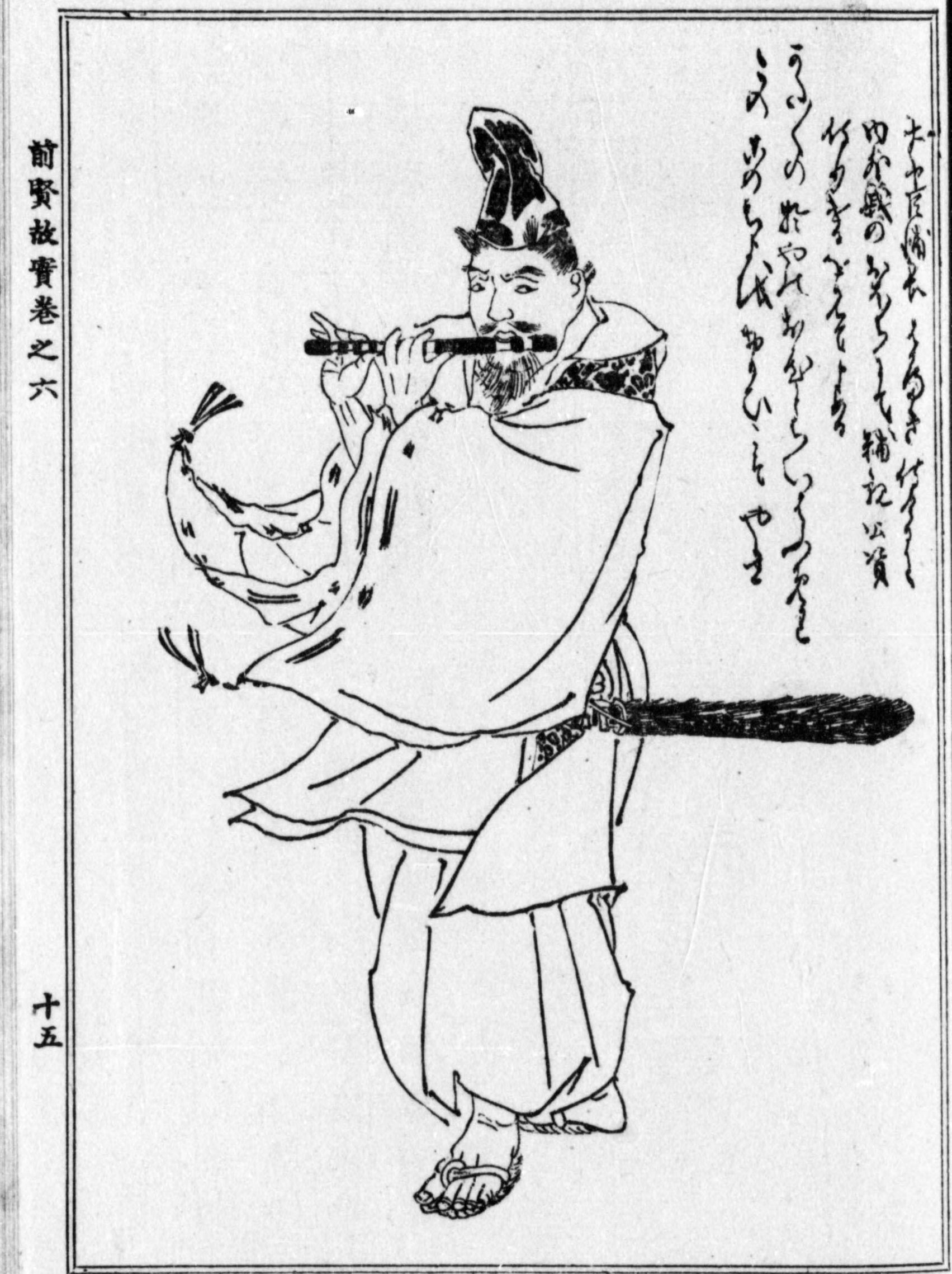
菊池容斎『前賢故実』巻6「藤原朝臣保昌」。

幕末に血みどろ絵を描いた月岡（大蘇）芳年は、明治10年代半ばになると、「歴史画」に注力する。
開国・新政府成立により、欧化政策が勧められ、明治9年（1876年）には、工部省が「工部美術学校」を設立し、イタリア人画家・彫刻家・建築家を招聘する。しかし政府は、輸出品として、ヨーロッパの真似ではなく、在来の工芸品の方が売れることを認識する。そして、国内体制を強固にするには、天皇の権威を高め、「国史」の重要性を認識し、歴史画が尊ばれることとなる。また、欧化政策によって冷や飯を食わされていた狩野芳崖・橋本雅邦らは、文部官僚の岡倉天心と、政治学・哲学のお雇い教師 として来日したが、その後日本美術に開眼し、天心と行動を共にするアーネスト・フェノロサの、洋画と南画を排斥した、新しい絵画を生み出す主張に同調する。
その時代に注目されたのが、菊池容斎の『前賢故実』（全10冊。天保14年-明治元年・1843年-68年）である。神武天皇から南朝時代の後亀山天皇時代までの公家・貴族・僧・武士・女房ら571人の故実と、彼らに見合う装束と顔貌を見開き一丁（2ページ）に描いたもので、明治10年代以降、画家の「粉本」として盛んに引用される。浮世絵師を含む在来画家に限らず、洋画家も『前賢故実』を参照して描くことになる。
日清・日露戦争後、新聞や雑誌、石版画・写真に絵葉書が普及し、浮世絵師は、挿絵画家などへの転向を余儀なくされる。明治40年（1907年）10月4日朝刊の朝日新聞「錦絵問屋の昨今」には、「江戸名物の一に数へられし錦絵は近年見る影もなく衰微し（略）写真術行はれ、コロタイプ版起り殊に近来は絵葉書流行し錦絵の似顔絵は見る能はず昨今は書く者も無ければ彫る人もなし」とある。鏑木清方は、かろうじて大正時代まで絵草紙屋があったと語る。

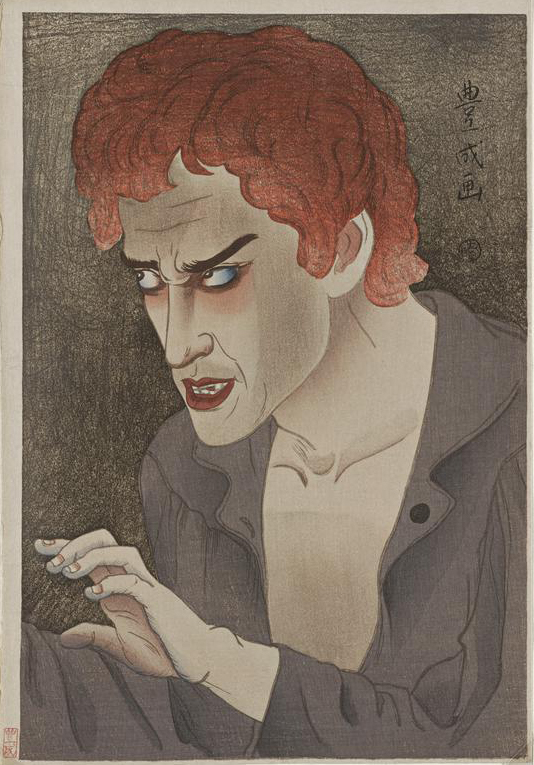
山村耕花「『梨園の華』より、十三世守田勘弥のジャン・バルジャン」、1921年。

逆風のなか渡辺庄三郎は、1905年（明治38年）に摺師と彫師を雇用して、版元を興す。当初は古版木摺り、及び良質な摺り物からの版木起こしと、復刻品だけだったが、大正に入り、絵師と交渉して、新版画を制作するようになる。橋口五葉・伊東深水・川瀬巴水・山村耕花らを起用し、また彼らも木版画による表現に刺激を受けた。
1923年（大正12年）、関東大震災 によって、渡辺も壊滅的な被害を負い、多くの版元が廃業に追い込まれた。しかし彼は再起し、渡米経験のある吉田博を起用、欧米で売れる作品を版行した。渡辺は昭和37年（1962年）に亡くなるが、彼の版元は21世紀でも健在である。また、アダチ版画研究所も同様の制作・営業を行っている。

## 浮世絵の画題

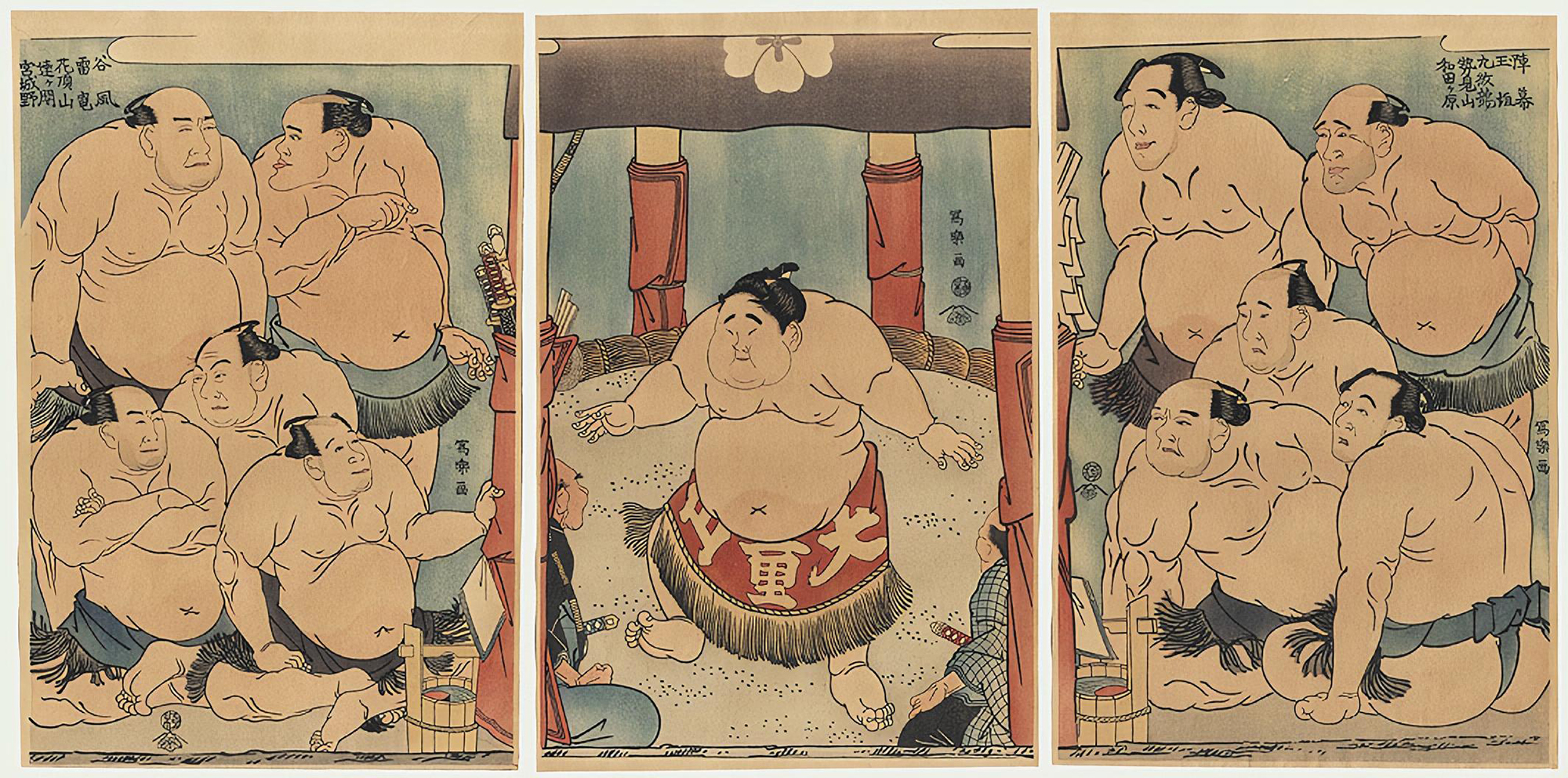
相撲絵。写楽「大童山土俵入」1794年。取組はしない見世物の肥満少年。

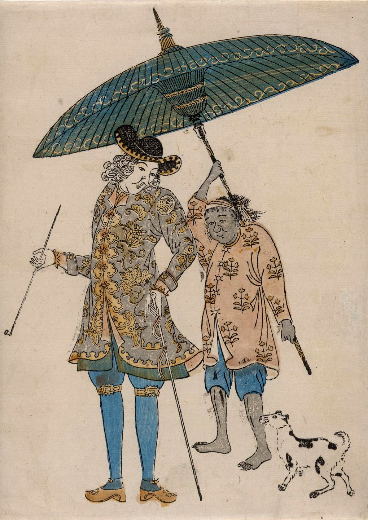
長崎絵。カピタンと彼に仕える少年。18世紀後半。合羽摺。

大久保（1994）を参考に、区分する。そこに記載されていない「死絵」「長崎絵」「歴史画」「おもちゃ絵」を追加した。大久保（1994）以外の文献を用いた場合は、注を付す。

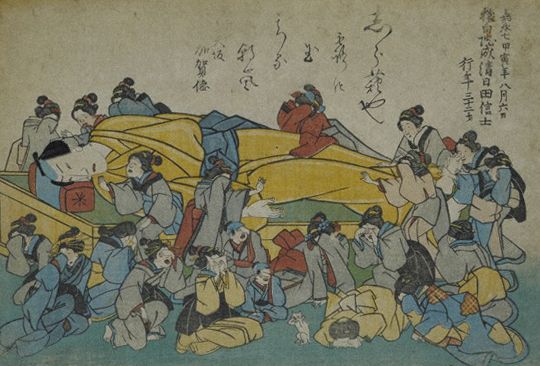
死絵。八代目市川團十郎。1854年。涅槃図の見立て。32歳で自死し、約300種の死絵があるとされる。。

美人画成人女性を描いたもので、遊女や茶屋の看板娘が多く描かれた。
見立絵和漢の故事や謡曲の場面を当世装束に当てはめて描いたもの。和歌や漢詩は記されても、細かな説明はない。
春画枕絵とも呼ぶ。男女（同性同士もある）の営みを描いたもの。非合法であり、絵草紙屋（書店）に並ぶことはなく、富裕層が肉筆画を注文したりした。
役者絵歌舞伎の人気役者や上演場面を公演ごとに描いたもの。
死絵人気役者が亡くなった時、報道を兼ねて出されたもの。歌川広重・歌川国貞のものもある。
名所絵明治以降の、画家が良いと思った所ではなく、人々に広く知られたところを描いた。絵師は取材せずに、既にある絵から写したものが多い。
浮絵蘭書の挿絵を見た絵師が、そこでの線遠近法を誇張して建造物等を描いたもの。
花鳥画主要画題ではなかったが、喜多川歌麿・葛飾北斎・歌川広重・小林清親らが質の高い作品を残した。
武者絵故実だけでなく、当世事情を織豊期以前の武将に当てはめ（直接表現はご法度だった）、ひそかに幕府批判をする例があった。
戯画葛飾北斎『北斎漫画』の他に、歌川国芳が得意とした。浮世絵#江戸後期参照。
相撲絵力士や土俵入り、取り組みを描いたもの。役者絵同様、興行ごとに新作が出る。
長崎絵蘭船や出島でのカピタンや唐人、彼らの風習を描いた。一枚絵は合羽摺が多く、長崎の版元から売り出された。
鯰絵1855年（安政2年）の大震直後に出た絵。浮世絵#江戸後期参照。
横浜絵開国後、横浜を舞台にした外国人の風俗を描いたもの。浮世絵#江戸後期参照。
開化絵維新後の東京での、洋館・鉄道・馬車・人力車・ガス燈などを描いたもの。浮世絵#明治以降参照。
戦争絵戊辰戦争から日露戦争までの戦争を描いたもの。浮世絵#明治以降参照。
新聞錦絵1874（明治7年）、東京日日新聞別刷りに落合芳幾が描き、商業的成功を得、郵便報知新聞は月岡芳年を起用、追随する。純粋な新聞には速報性で劣るので、殺人など、過激な題材をどぎつい色を用いて描写した。　
歴史画明治10-20年代に、国民意識を高めることを意識した、歴代天皇やその血族、忠君を描いたもの。浮世絵#明治以降参照。
おもちゃ絵上方で組み立て模型「立板古」（たてばんこ）が流行し、江戸でも18世紀末に受け入れられる。明治期には歌川芳藤がおもちゃ絵専門絵師として活躍。

## 主な版元

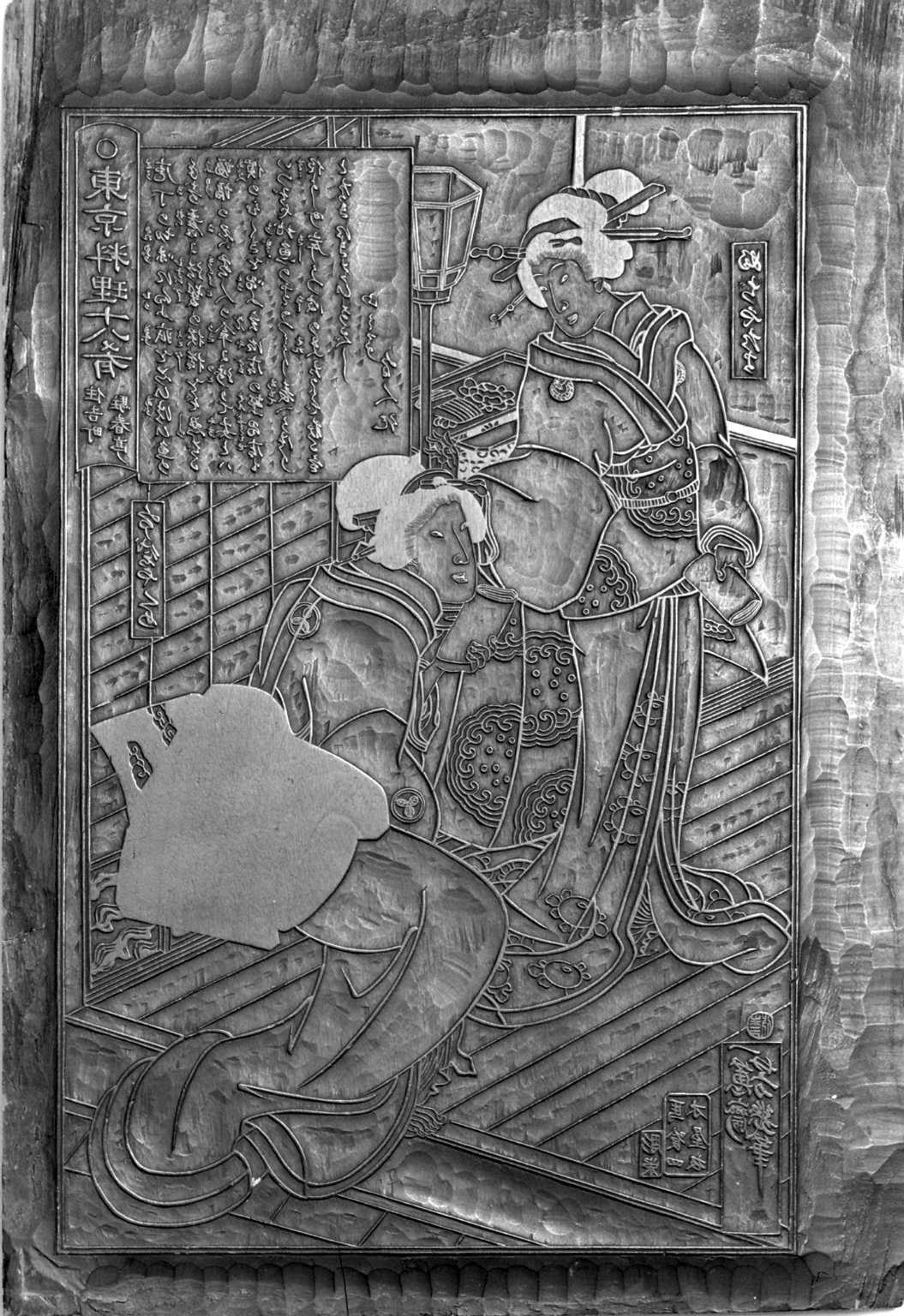
木版　1862年

娯楽出版物を扱う地本問屋（じほんといや・とんや）が浮世絵の版元となっている。「地本」とは、上方から齎されたものではなく、江戸独自のものであることを示す。
- 松会三四郎 - 江戸最古の版元といわれる。菱川師宣の絵本などを出版。
- 鱗形屋三左衛門 - 菱川師宣の絵本、浄瑠璃本を出版。
- 伊賀屋勘右衛門 - 懐月堂度繁などの作品を出版。
- 鶴屋喜右衛門（鶴屋） - 老舗の一つ。『東海道五十三次』を途中まで出版。
- 奥村屋政信（鶴寿堂） - 自らの作品などを出版。
- 和泉屋市兵衛（甘泉堂・泉市） - 天明-明治初期の代表的版元。喜多川歌麿、歌川広重、歌川国貞などの作品を手がける。
- 西村屋与八 - 『冨嶽三十六景』など葛飾北斎の作品を多く手掛ける。
- 蔦屋重三郎 - 喜多川歌麿、東洲斎写楽らを輩出。
- 三平 ‐ 歌川広重の団扇絵を出版している。
- 伊場屋仙三郎 / 伊場屋久兵衛（伊場仙 / 伊場久） - 東海道張交図絵（歌川広重）。元は幕府御用の和紙・竹製品店。それにもかかわらず、風刺絵や役者絵禁止令が出された後にも「落書き」と称して役者絵を出版している。団扇絵を多く手掛け、現在は日本橋で団扇、扇子、カレンダー業を営み、新宿伊勢丹、日本橋三越、銀座伊東屋などに出店している。
- 有田屋清右衛門 - 「東海道五十三次・有田屋版」（歌川広重）
- 伊勢屋利兵衛 - 「東海道五十三次　絵本駅路鈴」（葛飾北斎）
- 魚屋栄吉（魚栄） - 歌川広重、歌川国貞らの作品を手がける。
- 上村与兵衛（上ヨ / 上村） - 後発の新興版元。22歳の歌川国政を抜擢し、鮮烈なデビューを飾らせた。
- 川口屋正蔵 ‐ 歌川広重、歌川国芳の錦絵を出版。
- 蔦屋吉蔵 - 「東海道五十三驛之図」、「東海道・蔦屋版」（歌川広重）
- 西村屋祐蔵 - 「富嶽百景」（葛飾北斎）
- 藤岡屋彦太郎 / 藤岡屋慶次郎 - 「東海道風景図会」（歌川広重・文：柳下亭種員）

## 浮世絵版画の制作法

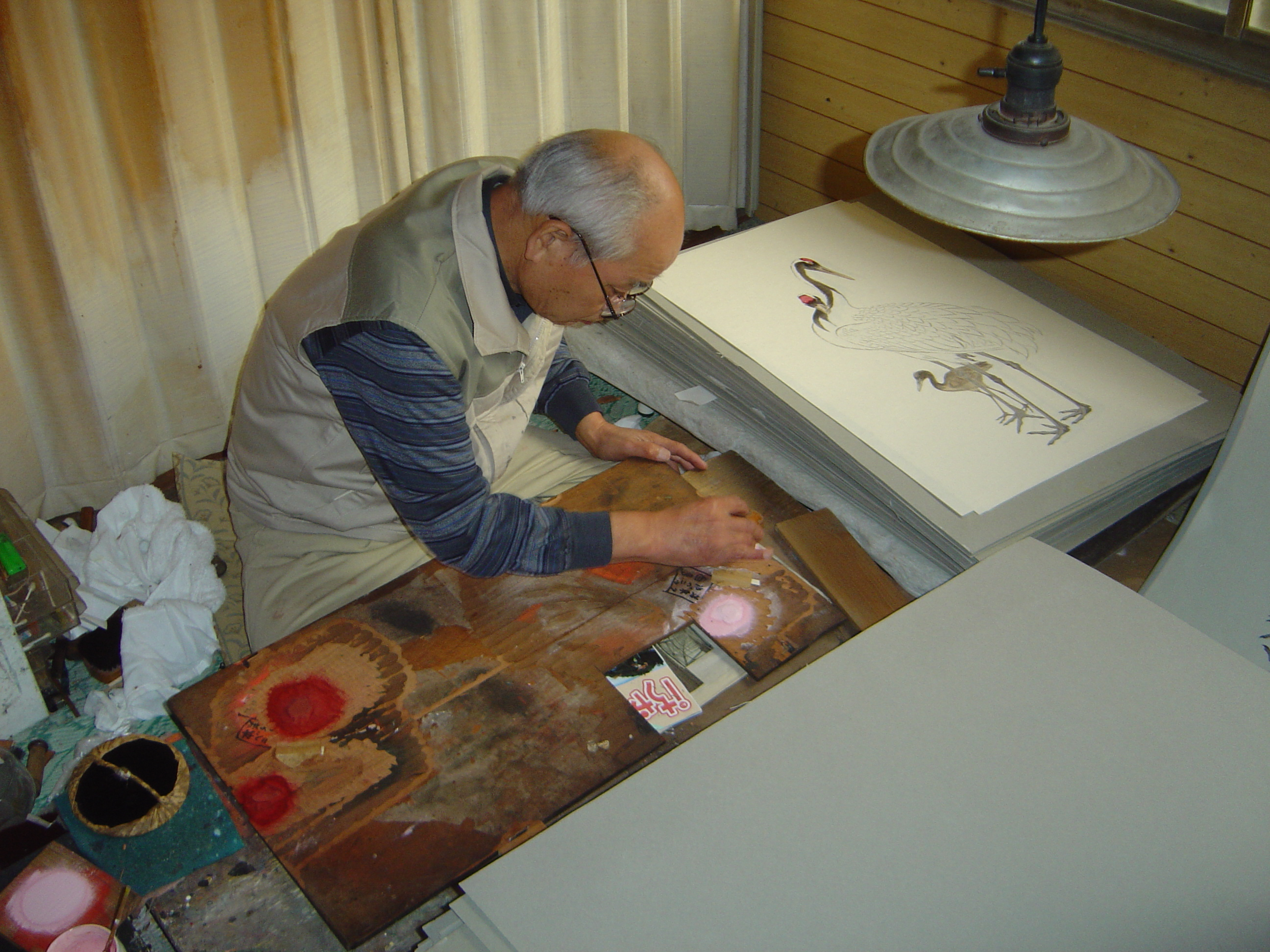
浮世絵版画の工房。

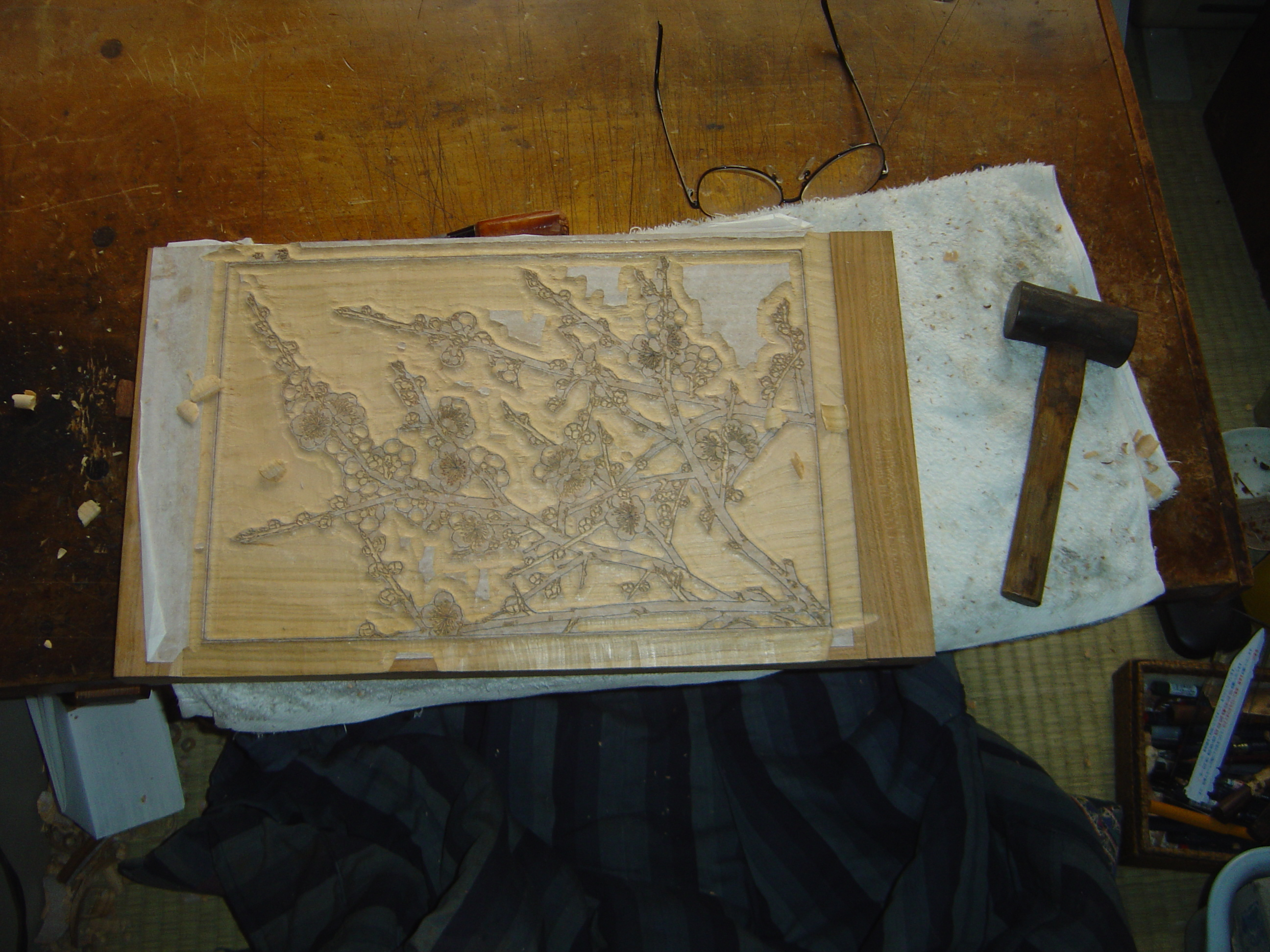
浮世絵版画の版木。

この章は、安達・小林（1994年）池田（1997年）を基に記述する。
企画を立てる人を版元、版元からの注文で描く人を絵師と呼ぶ。絵師が描いた下絵を版に彫るのが彫師、版木に色具を付け、紙に摺るのが摺師である。版元と絵師の名だけが作品に記されることが多いが、彫師・摺師の名が入ることもある。
1. 版元が企画を立案し、絵師に作画を依頼する。
2. 絵師が版下絵を描く。
絵師は墨線だけを用いて主版（おもはん）の版下を描く。
3. 版元は版下絵を、絵草子掛りの名主に提出、出版許可の印を捺してもらい、彫師に渡す。
4. 彫師が主版を彫る。
版材には、サクラの板目材を用いる。版の大きさは、18世紀終盤になると、「大判」と呼ばれる、奉書紙を縦に半切した大きさ（約39cm×約26.5cm）が主流となる。彫師は版下を版木に裏返しに貼り付け、主版を彫る。この工程で、絵師が描いた版下絵は、彫られて消滅する。
この工程で出来上がった主版を校合摺り（きょうごうずり）という。
5. 摺師は主版の墨摺り（校合摺り）を10数枚摺って絵師に渡す。
6. 絵師は校合摺りに各色版別に朱で色指定をする。また、着物の模様などの細かい個所を描き込む。
7. 指示に従い、彫師は色版を作る。
色指定された校合摺りを裏返して版木に貼り、刀入れを行う。まず三角刀で各版に模様を彫り込むが、墨版については各色版の部分も含めて彫りを加える（無駄彫りという）。この無駄彫り版で摺った紙を版木に貼り付けて色数に応じた色版を彫る。無駄彫り版と色版とを絵合わせし、調整後、無駄彫り版の墨以外の部分を削り取る。
次に各版の不要な部分をのみと木槌で大まかに削り、さらに細いのみで仕上げ彫りを行う。
仕上げ彫りの工程で見当合わせ用の「鍵」と「引き付け」を残しておく。多色刷りの際に色がずれないように紙の位置を示す「見当」（トンボ）を作る。
8. 摺師は絵師の指示通りに試し摺りを作る。
墨は固形のものを半年間水につけて乳鉢で細かくしたものを用いる。また、絵具には岩絵具に膠と水を混ぜて作る。紙は越前奉書が多く用いられ、滲み防止のため、膠とミョウバンの混合液「ドウサ（礬砂）」を塗っておく。
版木に墨及び顔料を刷毛（21世紀ではブラシ）で摺り込む。版木の表面に顔料を乗せるのではない。
9. 絵師の同意が得られれば、初摺り200枚を馬楝で摺る。
10. 絵草子屋から作品を販売する。

## 値段
浮世絵の値段は、しばしば「そば一杯」と同じとされる。実際の価格を調べると、浮世絵の形式や年代などによってバラつきがあるが、19世紀前後の大判錦絵の実勢価格は約20文前後で、19世紀半ばになっても総じて20文台で推移した事が、当時の史料や日記、紀行類などで裏付けられる。そば代は幕末で16文だったことから、ほぼ同等と見なせる。
山東京伝の黄表紙『荏土自慢名産杖』（文化2年〈1805年〉刊）には、「二八十六文でやくしやゑ二まい　二九の十八文でさうしが二さつ　四五の廿なら大にしき一まい」というくだりがあり、しばしば諸書で引用される。なお、2枚で16文の役者絵とは、用紙もやや劣る細版の事だと考えられる。時代が遡った宝暦頃（1751-61年）の細判紅摺絵の役者絵は、1枚4文だったと記されている（随筆『塵塚談』文化11年〈1814年〉刊）が、これは紅摺絵が僅か2,3色摺りで、紙質も薄い分安価だったからだと考えられる。
寛政7年（1795年）の町触では、20文以上の錦絵は在庫限りは売ってよいが、新たに制作するものは16文から18文に制限されている（『類聚撰要』）。天保の改革では、色摺りは7,8回まで、値段は1枚16文以下に規制を受けている。この数字は採算割れすら招きかねない厳しい数字だったらしく、『藤岡屋日記』天保14年〈1843年〉春の記事には、紅を多用した極彩色の神田祭の錦絵は売れはしたが、16文の値段では売れば売るほど赤字になったという話が記されている。
鈴木春信の中版は、65文程度で売られ、代表作である「座舗八景」は8枚揃いで桐箱に入れられ、金1分（＝銭1000文）もした。他にも、天保の改革の風刺との風評が立った歌川国芳の大判三枚続『源頼光公館土蜘作妖怪図』は、商品回収のうえ、版木は削られる憂き目を見たが、歌川貞秀の模刻は、密かに100文で売られた（『藤岡屋日記』）り、同じく国芳の大判三枚続『八犬伝之内芳流閣』（1840・天保11年）は、1枚38文、3枚揃いで118文で売られ、曲亭馬琴は割高だと感じつつも、色版を多く使い通常より手間がかかっているからと聞き及んで、それを買い求めている（馬琴日記）。
北斎研究家の永田生慈が、『北斎漫画』の版元であった名古屋の永楽屋東四郎に、値段を聞いたところ、「当時（幕末明初）の出版物は猛烈に高くて、普通の人が簡単に本を買いましょうという値段ではなかった」と証言している。
明治になると出版条例改正によって定価表示が義務付けられ、浮世絵の値段がわかる。総じて1枚2銭、2枚続・3枚続でもこれに準じ、手間がかかるものはこの基準価格に5厘から1銭程度割増価格で売られている。

## 展示と保存法
現代の美術館では、中性紙の厚紙（マット）の中央をくりぬき、もう一枚のマットと挟み込んで、保存する。展示時はそれを額装する。紫外線による褪色を防ぐため、直射日光を避け、紫外線カットの照明下で展示すべきである。通年展示してはならない。
展示しないときの保存方法としては、額から外し、水平に置くことが望ましく、変色を防ぐため、防虫剤の入っていない桐箪笥など、湿度調整が効く箱に仕舞うことが良い。

## 絵具

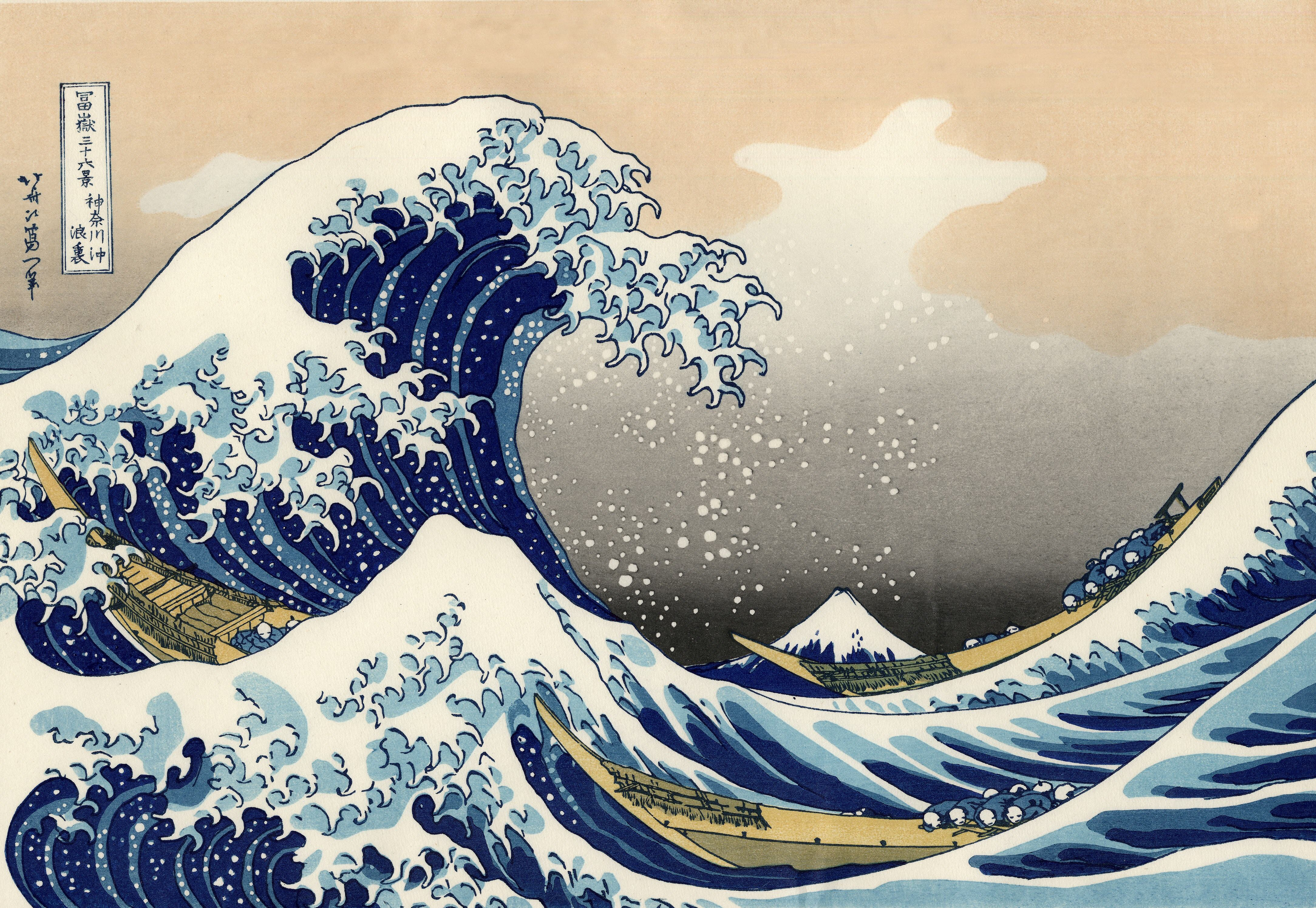
葛飾北斎『富嶽三十六景 神奈川沖浪裏』

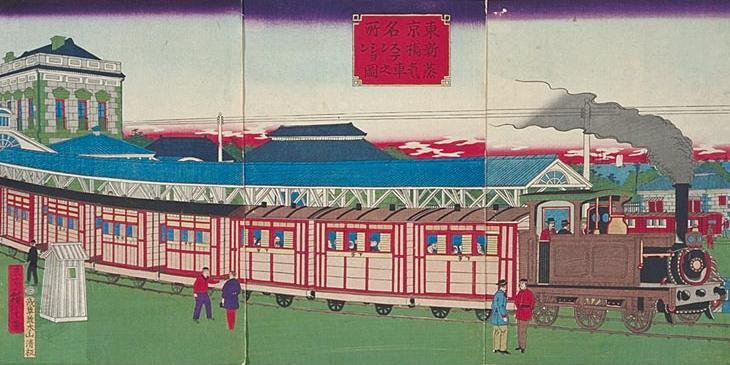
三代目歌川広重『新橋駅』

浮世絵版画に用いられたのは、植物由来の染料や鉱物由来の顔料であるが、19世紀になると、化学染料が輸入、使用される。
黒は墨が用いられ、多色刷り版画では以下の顔料・染料が用いられる。
赤色系
- 染料
  - 紅：紅花から精製される
- 顔料
  - 弁柄（紅殻）：酸化第二鉄
  - 丹（鉛丹・光明丹）：酸化鉛
  - 朱：硫化水銀

黄色系
- 染料
  - ウコン：根茎から抽出
  - 黄檗：黄蘗（オオバク）の樹皮から抽出
  - 籐黄：ガンボージ
- 顔料
  - 石黄（生黄）：硫化砒素

青色系
- 染料
  - 露草青：露草の花弁絞り汁を濃縮したもの
  - 藍：藍葉を発酵させたもの
- 顔料
  - ベルリンブルー（ペルシャンブルー）：ベルリン酸塩（ベロ、ベロ藍とも）

などがあり、中間色はこれらを混ぜ合わせて表現した。
その他、版画の表現に以下のものが用いられた。
- 雲母：ケイ酸化合物（背景に用いたものは雲母刷（きらずり）と呼ばれる[167]。
- 金属：金、銀、銅を粉や箔として。高価な為、商業用ではなく、パトロン対象の「摺物」で使用。
- 白色顔料は、「摺物」を除き、和紙の地の色を生かし、ほとんど用いられなかった。

## 後世の評価・収集

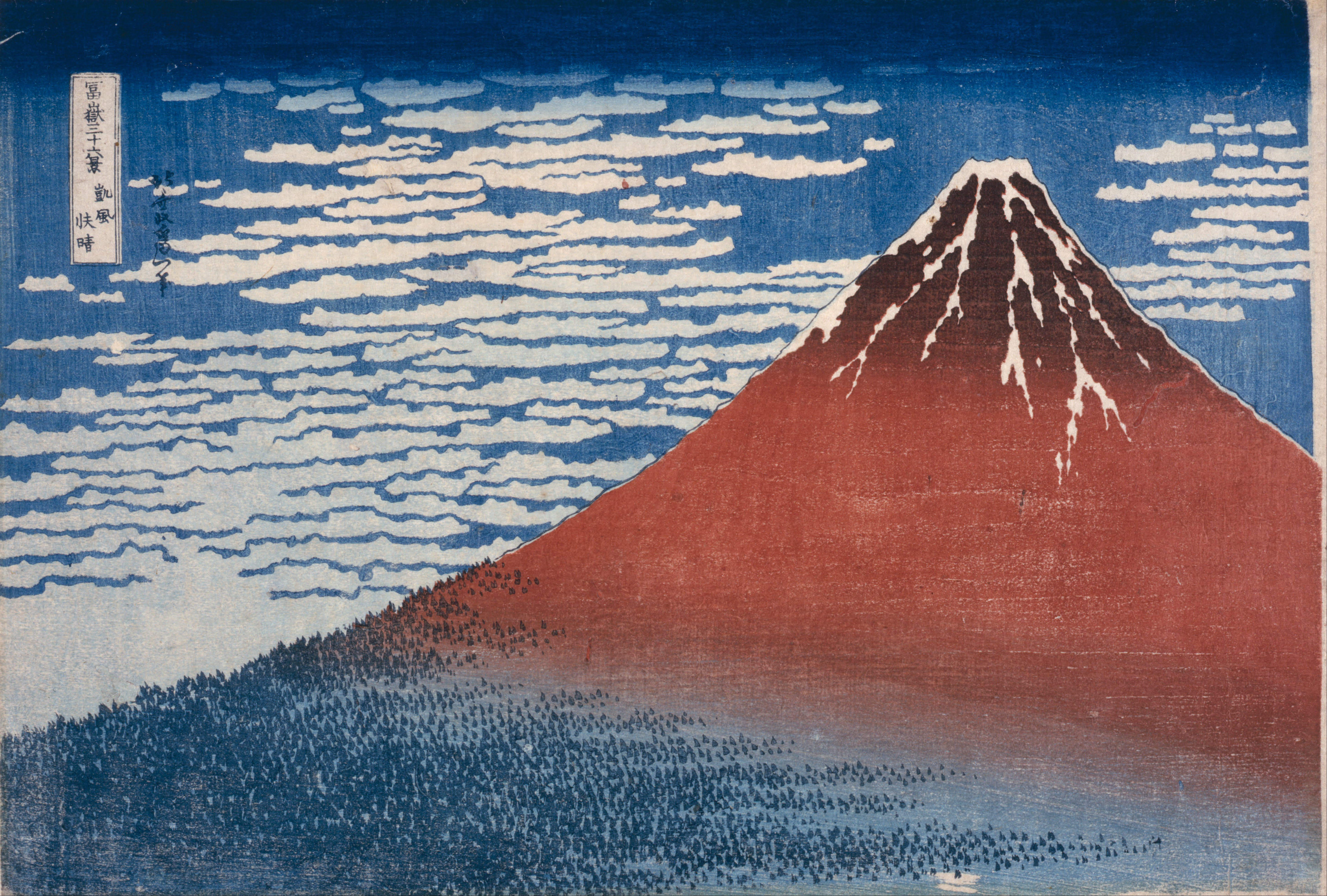
葛飾北斎『富嶽三十六景 凱風快晴』

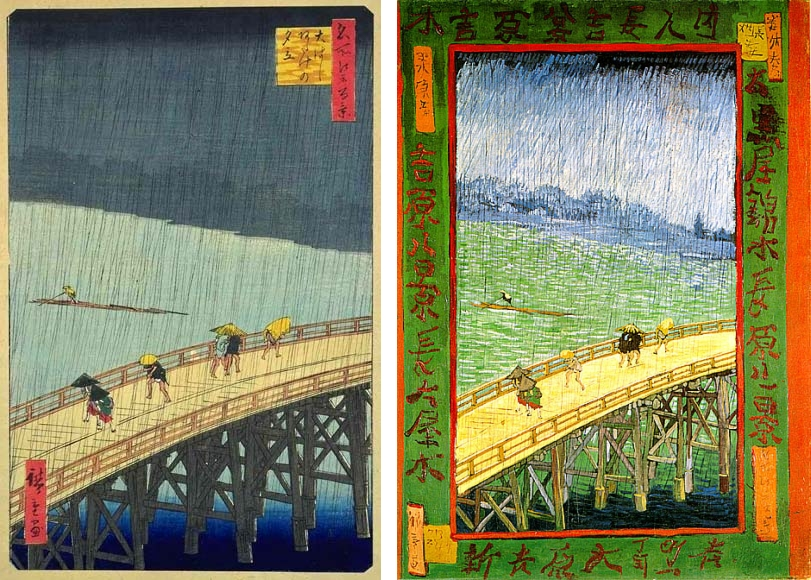
（左）歌川広重『名所江戸百景 大はしあたけの夕立』
（右）ゴッホによる模写（油彩画）

19世紀以降、多量の作品が国外に渡り、ヨーロッパの芸術家たちに影響を与えた。当時写実主義かつ神秘主義の影響を受けている形に嵌った芸術が多かった中で、浮世絵の自由な構図、市政や虫や小鳥を題する生命への礼賛、余白による静の描写など当時のヨーロッパの芸術家にはどれも新鮮だった。ボストン美術館には約5万点、ヴィクトリア&アルバート博物館には約3万8000点、大英博物館には2万点、プーシキン美術館には約3万点、その他ドイツ、イタリアなど、欧米美術館、大学等教育機関収蔵品、個人コレクションなど、海外にはおよそ50万の浮世絵が収蔵されており、これは国内の30万を超えるとされる。
一方で、国内の評価は明治期になると「卑しきもの」の風潮が支配的となり、明治25年（1892年）に小林文七が開催した日本初の「浮世絵展」の品目序文の中で、美術商の林忠正は「日本では浮世絵版画を卑しい紙絵と見下している。このままでは日本から浮世絵は失われてしまうだろう」と危機感を露にしている。また林の協力の下で、1896年に『北斎―― 一八世紀の日本美術』を刊行したエドモン・ド・ゴンクールも、代表的な浮世絵師であった葛飾北斎を引き合いに「日本では今もって北斎を軽蔑している」と綴っている。これら明治期の日本人の浮世絵や浮世絵師に対する低評価について、浮世絵研究家の鈴木重三は「日本人に審美眼が丸っきりなかったためではなく、その頃の世の中がそちらまで目を向ける余裕がなかっただけのこと」だと論じている。
版木を所蔵している美術館や博物館、図書館などもある。版木は使用後に破棄されることが多かったため、貴重な文化遺産であり、版木の調査・修復、さらに所蔵施設との許可を得て、摺りを再現する版画家もいる。

### 日本の主要な個人コレクション
国内では、大名家や実業家のコレクションがある。
- 津島コレクション：房総浮世絵美術館
- 浦上コレクション：山口県立萩美術館・浦上記念館
- 小針コレクション：光記念館
- 酒井コレクション：日本浮世絵博物館
- 高橋コレクション：慶應義塾図書館
- 松方コレクション：東京国立博物館
- 青木コレクション：那珂川町馬頭広重美術館
- 氏家武雄コレクション：鎌倉国宝館
- 出光コレクション：出光美術館
- 大谷コレクション：旧ニューオータニ美術館[注釈 27]
- 太田コレクション：浮世絵 太田記念美術館
- 今西コレクション：熊本県立美術館
- 平木コレクション：平木浮世絵美術館 UKIYO-e TOKYO
- 松井コレクション：礫川浮世絵美術館

### 日本国外への影響

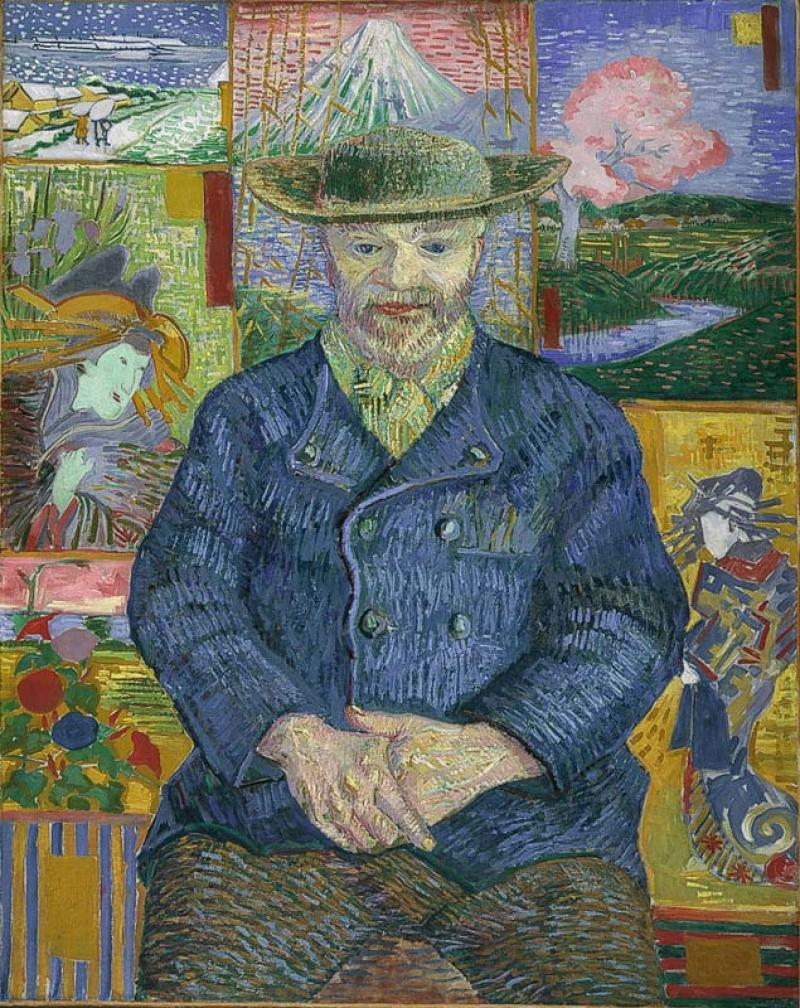
ゴッホ『タンギー爺さん（1887年夏）』

浮世絵がヨーロッパに最も早く渡った例として、1798年（寛政10年）に、カピタンらが葛飾北斎に日本人男女の一生を図した巻子を注文し、故国に持ち帰ったことが挙げられる。またシーボルトは多量の日本資料を持ち帰り、1832-52年に『Japonica』20分冊を刊行するが、そこには『北斎漫画』が掲載されている。
1856年、ブラックモンが、日本から輸入された陶磁器の包み紙に使われていた『北斎漫画』を見せ回ったことで、美術家に知られるようになったとの「逸話」は、1990年以降では、疑問視されている。
ゴッホが『タンギー爺さん』の背景に浮世絵を描き込んだり、歌川広重の作品を模写した。エドゥアール・マネ、エドガー・ドガ、メアリー・カサット、ピエール・ボナール、エドゥアール・ヴュイヤール、ロートレック、ゴーギャンらにも影響を与えた（ジャポニスム）。
日本美術を取り扱っていたビングは、自身の工芸作品に浮世絵表現を取り入れた。
クロード・ドビュッシーは、葛飾北斎の神奈川沖波裏を所蔵し、同図の波の形状を、『交響詩“海”』の楽譜表紙に採用した。